# Guerra italo-turca

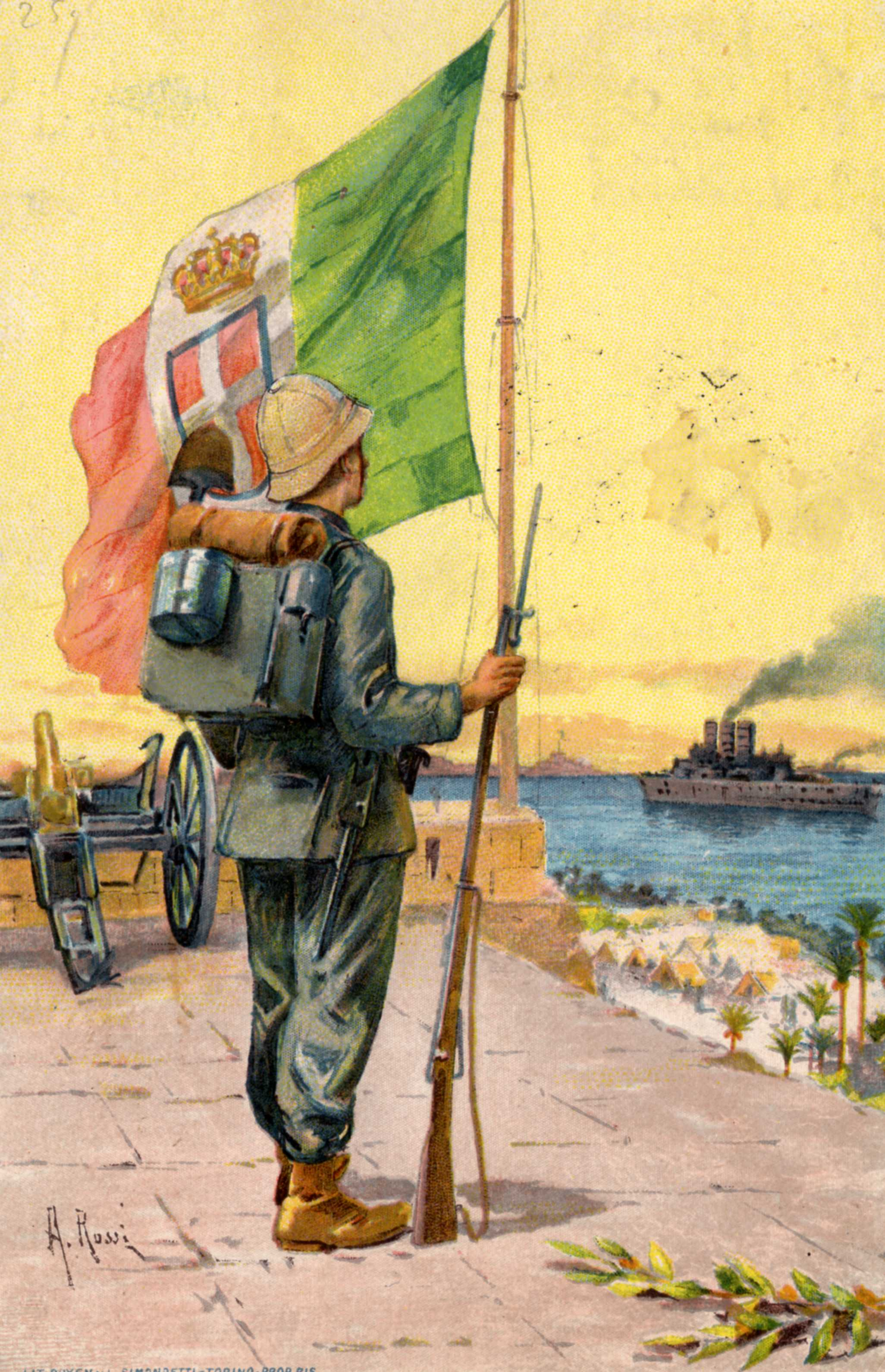
Cartolina diffusa nel 1911 - 1912 che esalta "i valorosi combattenti nel nome d'Italia nostra in Tripolitania e in Cirenaica"

La guerra italo-turca (nota in italiano anche come guerra di Libia, impresa di Libia o campagna di Libia e in turco come Trablusgarp Savaşı, ossia Guerra di Tripolitania) fu combattuta dal Regno d'Italia contro l'Impero ottomano tra il 29 settembre 1911 e il 18 ottobre 1912, per conquistare le regioni nordafricane della Tripolitania e della Cirenaica.
Le ambizioni coloniali spinsero l'Italia a impadronirsi delle due province ottomane che nel 1934, assieme al Fezzan, avrebbero costituito la Libia dapprima come colonia italiana e in seguito come Stato indipendente. Durante il conflitto fu occupato anche il Dodecaneso nel Mar Egeo; quest'ultimo avrebbe dovuto essere restituito ai turchi alla fine della guerra, ma rimase sotto amministrazione provvisoria da parte dell'Italia fino a quando, con la firma del trattato di Losanna nel 1923, la Turchia rinunciò a ogni rivendicazione e riconobbe ufficialmente la sovranità italiana sui territori perduti nel conflitto.
Nel corso della guerra l'Impero ottomano si trovò notevolmente svantaggiato, poiché poté rifornire il suo piccolo contingente in Libia solo attraverso il Mediterraneo. La flotta turca non fu in grado di competere con la Regia Marina, e gli Ottomani non riuscirono a inviare rinforzi alle province nordafricane. Pure se minore, questo evento bellico fu un importante precursore della prima guerra mondiale, perché contribuì al risveglio del nazionalismo nei Balcani. Osservando la facilità con cui gli italiani avevano sconfitto i disorganizzati turchi ottomani, i membri della Lega Balcanica attaccarono l'Impero prima del termine del conflitto con l'Italia.
La guerra registrò numerosi progressi tecnologici nell'arte militare, tra cui, in particolare, il primo impiego militare dell'aeroplano sia come mezzo offensivo sia come strumento di ricognizione (furono schierati in totale nove apparecchi). Il 23 ottobre 1911 il pilota capitano Carlo Maria Piazza sorvolò le linee turche in missione di ricognizione e il 1º novembre dello stesso anno l'aviatore Giulio Gavotti lanciò a mano la prima bomba aerea (grande come un'arancia, si disse) sulle truppe turche di stanza in Libia. Altrettanto significativo fu l'impiego della radio con l'allestimento del primo servizio regolare di radiotelegrafia campale militare su larga scala, organizzato dall'arma del genio sotto la guida del comandante della compagnia R.T. Luigi Sacco e con la collaborazione dello stesso Guglielmo Marconi. Infine, il conflitto libico registrò il primo utilizzo nella storia di automobili in una guerra: le truppe italiane furono dotate di autovetture Fiat Tipo 2 e motociclette SIAMT.

## Antefatti

### La valutazione politico-diplomatica

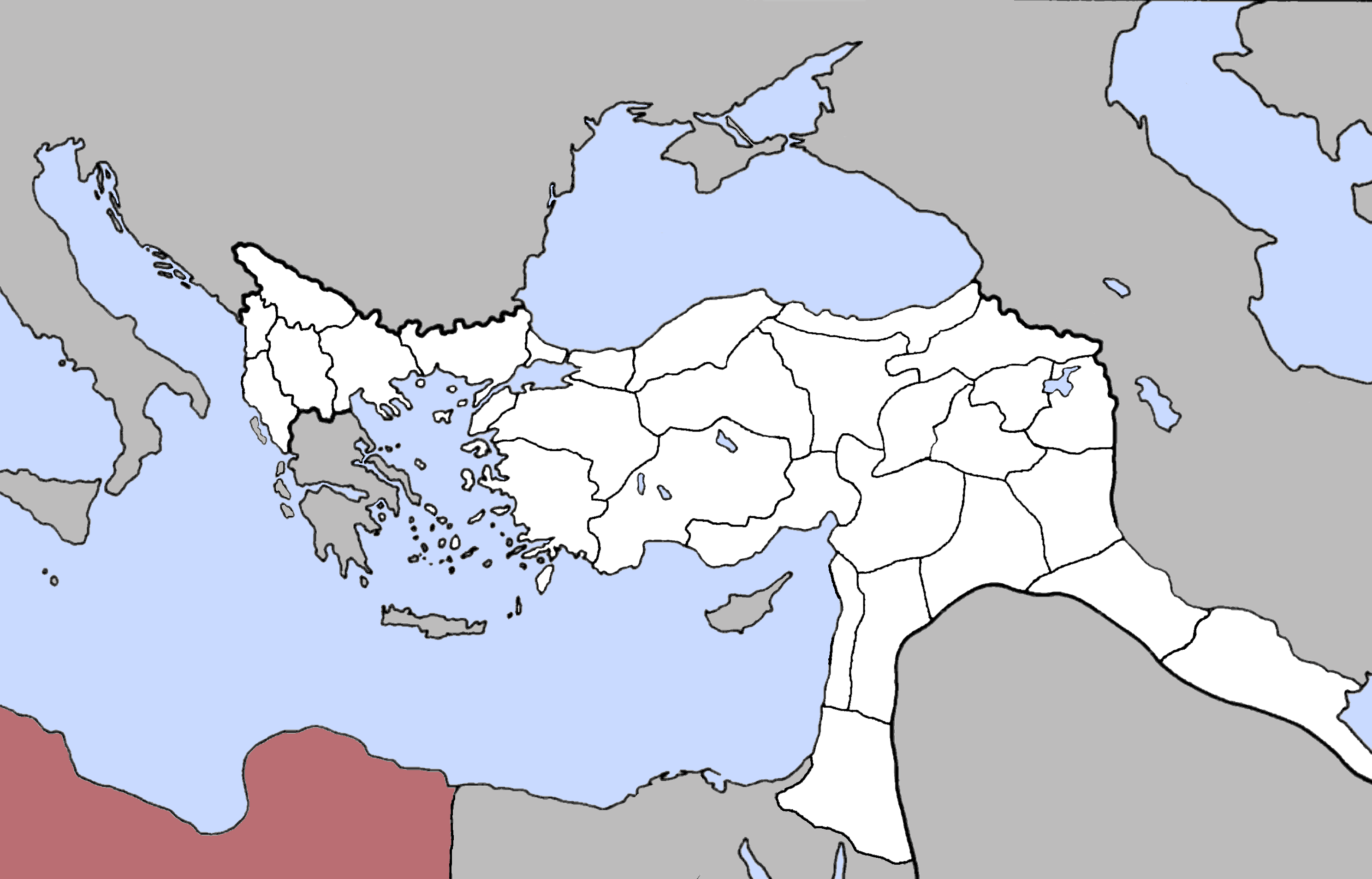
Localizzazione del Vilayet di Tripolitania nel 1911

Con l'apertura del canale di Suez nel 1869, il Mediterraneo aveva riacquistato parte dell'importanza strategica persa nel XV e XVI secolo a causa dell'apertura delle rotte verso l'America e di quelle passanti dal capo di Buona Speranza, tornando a essere un collegamento importante tra l'Estremo Oriente e i mercati dell'Europa. Di conseguenza, era aumentata anche l'importanza strategica dell'Italia, in quanto potenza in grado d'impedire l'accesso al Mediterraneo occidentale alle rotte passanti per il canale di Suez. L'unico modo di garantire questa rilevanza strategica, tuttavia, era quello di detenere il controllo, almeno parziale, dell'Africa nord-occidentale, cosa che il Regno Unito non era disposto a concedere.
Quasi tutta l'Africa settentrionale era di fatto sotto il controllo di alcuni Stati europei. L'Egitto era sotto stretto controllo britannico dal 1882, dopo che i britannici avevano stabilizzato l'area con la definitiva conquista del Sudan; nel 1881 la Francia si era impadronita della Tunisia, nonostante la presenza di una numerosa minoranza italiana, lasciando quindi la diplomazia italiana davanti al fatto compiuto (schiaffo di Tunisi). L'unico territorio strategicamente utilizzabile per chiudere il passaggio fra i due bacini occidentale e orientale del Mediterraneo restava la Tripolitania ottomana, nota come Vilayet di Tripolitania. Nel 1911 l'Italia era legata all'Impero tedesco e a quello austro-ungarico dalla Triplice alleanza, e peraltro manteneva ottimi rapporti diplomatici con Regno Unito e Impero russo; le relazioni con la Francia erano oscillanti fra fraternità latina e fiammate nazionaliste che, di tanto in tanto, rendevano tesi i rapporti fra le due nazioni. Al contrario, la situazione diplomatica dell'Impero ottomano era molto meno brillante; in perenne contrasto con la Russia, si stava allontanando dall'alleanza franco-inglese del 1907 (nota come Triplice intesa) per allinearsi al blocco austro-italo-tedesco, venendo a trovarsi "in mezzo al guado", perché già nel 1887 Italia e Austria-Ungheria avevano concluso un accordo sulla sua spartizione nel caso di suo collasso.
La situazione politica interna di Italia e impero ottomano rifletteva la diversa situazione diplomatica. In Italia il governo era presieduto da Giovanni Giolitti, politico discusso ma sicuramente abile, che aveva sfruttato una serie di incidenti minori per avviare una campagna di stampa ostile alla Turchia, appoggiata dagli ambienti industriali e finanziari. Nell'impero ottomano stavano cominciando i fermenti politici che avrebbero portato alla fine del sultanato e alla creazione della repubblica turca da parte di Mustafa Kemal Atatürk: la rivoluzione dei Giovani Turchi era avvenuta nel 1908 e il regime, non ancora stabilizzato, doveva affrontare le numerose spinte nazionaliste e irredentiste sviluppate dai vari popoli assoggettati all'impero (nei Balcani, nel Vicino Oriente, in Arabia e in Nordafrica).

### Azioni preliminari
L'interesse italiano per la Libia risaliva al 1881, a seguito dell'occupazione francese della Tunisia, avvenuta con il consenso e appoggio del Regno Unito, interessato a vedere le sponde del canale di Sicilia in mano a due potenze diverse. L'Italia, temendo che la Francia potesse ulteriormente espandersi dall'Algeria verso il Marocco, creando un vasto impero coloniale sulle sponde del Mediterraneo, predispose i primi piani di invasione della Libia ottomana.
Il primo studio pratico di un piano per l'occupazione di Tripolitania e Cirenaica fu sviluppato nel 1885, in corrispondenza con l'occupazione di Beilul e Massaua, che avrebbe potuto determinare uno scontro con la Turchia; tale pianificazione portò, nello stesso anno, alla pubblicazione di uno studio del contrammiraglio Lovera, dal titolo "Condizioni militari della Tripolitania" che prevedeva la necessità di una forza di almeno 30 000 uomini per occupare la regione, con due sbarchi principali presso Tripoli e Bomba (Cirenaica). Lo studio presentava tuttavia dei dubbi sulla convenienza puramente economica di una colonizzazione di entrambe le regioni, in considerazione del loro scarso sviluppo, che avrebbe richiesto forti spese per interventi pubblici. Il ministro degli Esteri italiano Pasquale Stanislao Mancini spingeva invece per un'azione rapida che creasse uno stato di fatto cui le altre potenze europee non potessero opporsi. La temuta invasione del Marocco non avvenne, ma il timore che fosse solo rimandata fece sì che lo Stato maggiore italiano non accantonasse del tutto i piani d'invasione.
Nel 1897, in seguito a una crisi diplomatica con la Francia, lo Stato maggiore della Regia Marina compilò un nuovo studio intitolato "Azione offensiva contro la Tripolitania", che partiva da un esame della situazione economica della provincia, ove le attività più lucrative erano gestite da elementi stranieri. Lo studio proseguiva con un'analisi politica, in cui era evidenziato che la popolazione arabo-berbera non era sottomessa agli ottomani ma solamente "conquistata", quindi esisteva un ampio margine di manovra per accattivarsene le simpatie. La zona di sbarco consigliata per l'occupazione di Tripoli era situata in prossimità di capo Tajura: la flotta turca avrebbe dovuto essere contrastata con forze navali commisurate alla potenzialità dell'avversario. Le operazioni terrestri avrebbero dovuto essere appoggiate da un bombardamento dei forti che difendevano Tripoli. Nel 1910 il tenente di vascello Zino aveva evidenziato la rilevanza strategica di Tobruch e la fertilità dell'area di Derna, in Cirenaica.
Con l'adesione alla Triplice alleanza l'Italia auspicava di ottenere un assenso da parte delle potenze continentali per una compensazione della perdita della Tunisia, ma le speranze italiane furono frustrate dall'indisponibilità del cancelliere tedesco Otto von Bismarck. Le dimissioni di Bismarck nel 1890 smossero la situazione e nel 1891 fu inserito l'articolo IX, che prevedeva l'appoggio della Germania alle mire colonialiste italiane in Nord Africa, seppure dopo un esame globale della situazione da cui risultasse impossibile mantenere lo status quo, e un tentativo di accordo con il Regno Unito. Nel 1900 fu stipulato un accordo segreto tra Italia e Francia: l'Italia avrebbe se necessario fornito appoggio diplomatico alla Francia in Marocco, ottenendo da questa una dichiarazione di disinteresse verso la Tripolitania; nel 1902 una serie di dichiarazioni bilaterali davano libertà ai due paesi di sviluppare la loro influenza rispettivamente in Tripolitania e Marocco qualora lo avessero ritenuto opportuno. Lo stesso anno arrivò anche l'esplicito assenso dell'Austria-Ungheria, che fino a quel momento aveva trattato freddamente la questione.
A partire dal 1890 la bilancia commerciale della Tripolitania cominciò a spostarsi a favore dell'Italia, a spese di Malta e dell'Inghilterra, arrivando nel 1905 a un tonnellaggio italiano in entrata e uscita da Tripoli doppio di quello inglese e quadruplo di quello francese. Una rinnovata penetrazione commerciale anglo-francese, unitamente a una maggiore rigidità nei confronti degli europei dovuta alla rivoluzione dei Giovani Turchi, iniziò a pregiudicare i vasti interessi italiani in Libia, in particolare quelli del Banco di Roma che vi era presente da ben sei anni.

### Le posizioni italiane sulla guerra

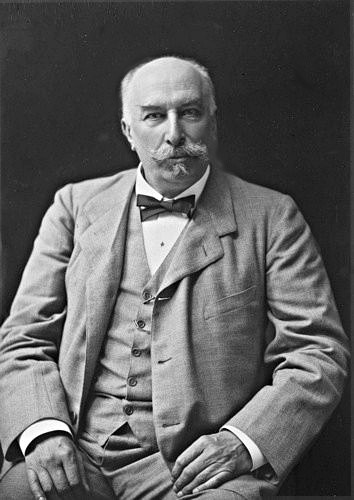
Il Primo ministro Giovanni Giolitti

Nell'Ottocento in Italia si andavano manifestando forti correnti interventiste che propugnavano l'occupazione della Libia ottomana, o quantomeno la costituzione di un protettorato. La borghesia settentrionale vedeva nell'intervento militare un'occasione per schiudere alla propria industria nuovi mercati, mentre il proletariato agricolo del meridione, che considerava la Libia come terra generalmente fertile, riteneva che la conquista del paese avrebbe ridotto la piaga dell'emigrazione. All'inizio del XX secolo l'industria italiana aveva conosciuto un notevole incremento delle esportazioni verso l'Impero ottomano, tanto che tra il 1907 e il 1909 era al quarto posto nelle importazioni turche, con prevalenza nei prodotti tessili; tra il 1908 e il 1911 diversi tentativi imprenditoriali s'imbatterono in una netta opposizione politica, che si manifestò in una serie azioni di boicottaggio degli interessi italiani in Libia e nel Mar Rosso. Altre spinte all'espansione venivano dall'esposizione del Banco di Roma, che era impegnato dal 1907 in Tripolitania e ormai soggetto all'ostilità delle autorità turche.
I liberali italiani, se nella precedente guerra di Abissinia, conclusa con il disastro di Adua, si erano divisi, in occasione della prospettata campagna nella Libia ottomana si dimostrarono sostanzialmente compatti a favore dell'intervento, sebbene seguissero la più dinamica Associazione Nazionalista Italiana, fondata appena nel 1910 con l'appoggio dei futuristi e apertamente favorevole all'impresa bellica. I giolittiani, con meno entusiasmo, appoggiarono anch'essi l'intervento. Il 7 ottobre 1911, in un discorso al Teatro Regio di Torino, Giovanni Giolitti definì la guerra "una fatalità storica" e nelle sue memorie spiegò di essere intervenuto in Libia per evitare che a seguito dell'occupazione francese del Marocco tutto il Mediterraneo meridionale divenisse "un condominio anglo-francese".
La Santa Sede si mantenne neutrale, esprimendo a più riprese scetticismo per la campagna di Libia. In particolare premeva alla Santa Sede che non si presentasse l'impresa coloniale, con le sue ragioni economiche e geopolitiche, come una guerra di religione. La Santa Sede si trovò in un difficile equilibrio diplomatico, perché schierarsi apertamente contro la guerra avrebbe significato inasprire ulteriormente i rapporti con il Regno d'Italia, con il quale perdurava uno stato di inimicizia originatosi con la questione romana e offrire agli anticlericali l'occasione per considerare i cattolici contrari agli interessi nazionali italiani. D'altra parte per motivi religiosi non poteva approvare una guerra di religione e si trovò in forte difficoltà nei confronti dell'Impero ottomano, che vietò al delegato apostolico monsignor Vincenzo Sardi di inviare telegrammi cifrati in Vaticano, a quel tempo in Italia. Tuttavia numerosi vescovi italiani diedero la loro benedizione alle truppe in partenza per il fronte e la Segreteria di Stato della Santa Sede, dopo aver fatto pubblicare una nota su l'Osservatore Romano, li richiamò a mantenere una posizione più prudente. Gli stessi gesuiti, che in precedenza avevano duramente avversato le altre campagne coloniali italiane, in questa circostanza non si distinsero nettamente dal resto del clero, se si eccettuano le prese di posizione della loro rivista "La Civiltà Cattolica", che ricalcavano la neutralità della Santa Sede. Molti cattolici italiani furono convinti dalla propaganda nazionalista a favore dell'intervento e ciò ebbe un effetto trascinante per una moltitudine di italiani. I cattolici, prima ancora del Patto Gentiloni, incominciarono a ritornare alla politica italiana, dalla quale si erano volontariamente esclusi negli anni precedenti.

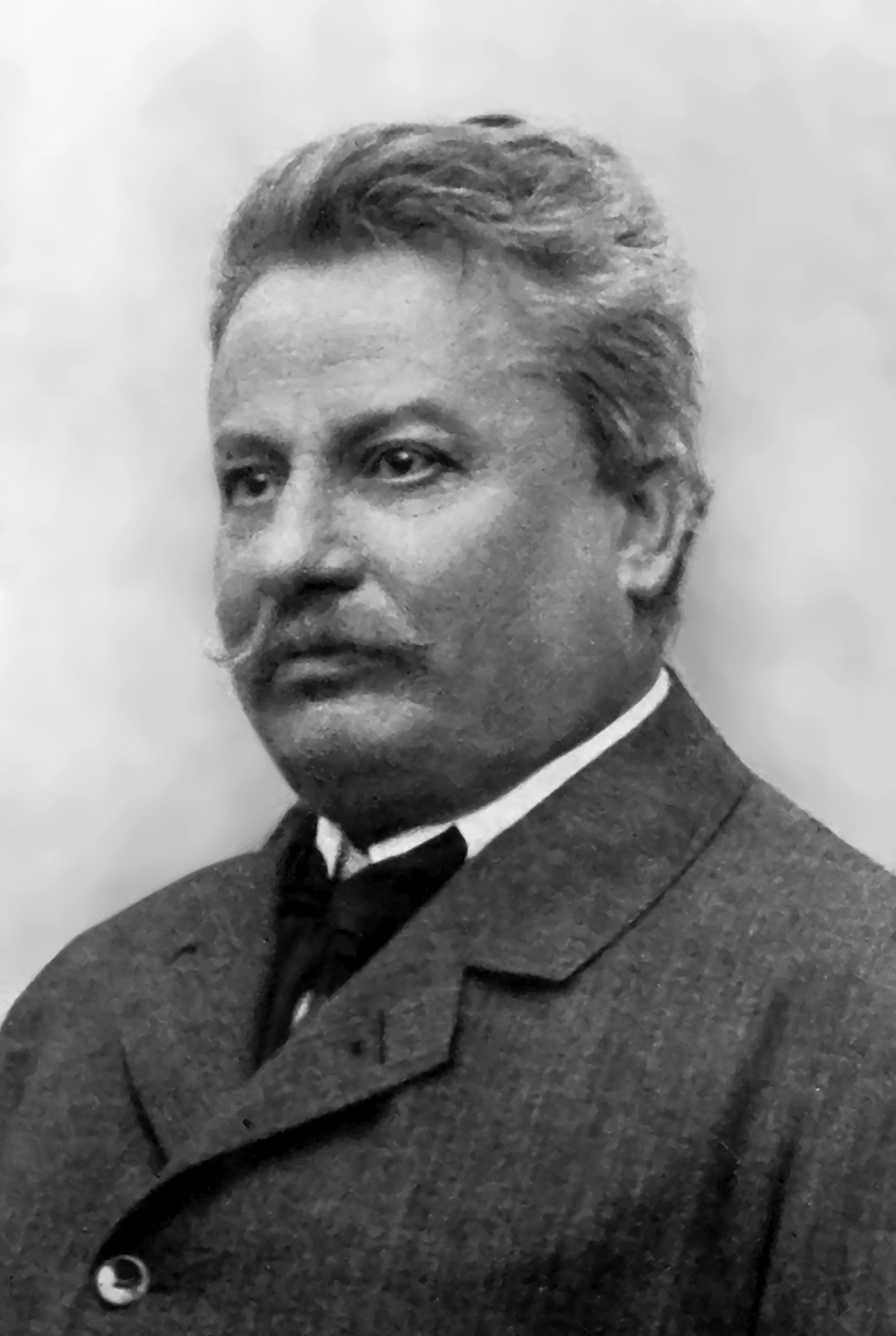
Il poeta Giovanni Pascoli appoggiò l'entrata in guerra dell'Italia contro l'Impero ottomano

A questa spinta interventista si aggiunsero anche voci precedentemente insospettabili, come il Premio Nobel per la pace Ernesto Teodoro Moneta e il poeta Giovanni Pascoli, il quale fu tanto trascinato dalla propaganda nazionalista che parlando dell'Italia al Teatro dei Differenti di Barga proclamò: «la grande proletaria si è mossa». Si riferiva al fatto che finalmente i lavoratori italiani, costretti a emigrare all'estero, avrebbero invece trovato in Libia terre fertili: "Là i lavoratori saranno, non l'opre, mal pagate mal pregiate mal nomate, degli stranieri, ma, nel senso più alto e forte delle parole, agricoltori sul suo, sul terreno della patria". Per l'occasione dell'entrata in guerra fu anche scritta la canzone Tripoli bel suol d'amore, recitata in molti teatri italiani dalla cantante Gea della Garisenda, che si presentava sul palcoscenico vestita unicamente del tricolore, suscitando scandalo nella pudibonda società dell'epoca.

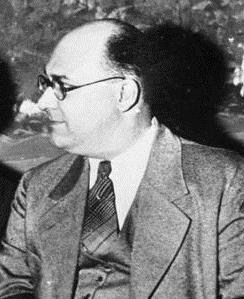
Il socialista Gaetano Salvemini

Al contempo i circoli pacifisti, molto attivi negli anni precedenti, si erano in molti casi sciolti. Il Partito Socialista Italiano era in genere contrario, sebbene molti deputati socialisti si separarono dalla linea contraria alla guerra dettata da Filippo Turati. Quest'ultimo si opponeva per ragioni tanto finanziarie ("solo con la guerra in Libia ci siamo svegliati a un tratto miliardari") quanto di principio. Aderirono alla linea contraria alla guerra lo storico socialista Gaetano Salvemini, che lasciò il partito anche per un'eccessiva accondiscendenza del partito verso la campagna di Libia, che definì "uno scatolone di sabbia", e il deputato e storico dell'Islam, Leone Caetani (definito sprezzantemente dagli interventisti come "il principe turco"). Sul versante opposto, il socialista Arturo Labriola sostenne la necessità dell'intervento sperando che la conquista di nuove terre avvantaggiasse il proletariato rurale del meridione, ma in seguito mutò repentinamente il proprio giudizio. Favorevoli furono anche Paolo Orano e Angelo Oliviero Olivetti. Ricciotti Garibaldi arruolò un centinaio di "camicie rosse" volontarie con il proposito di sbarcare in Albania.

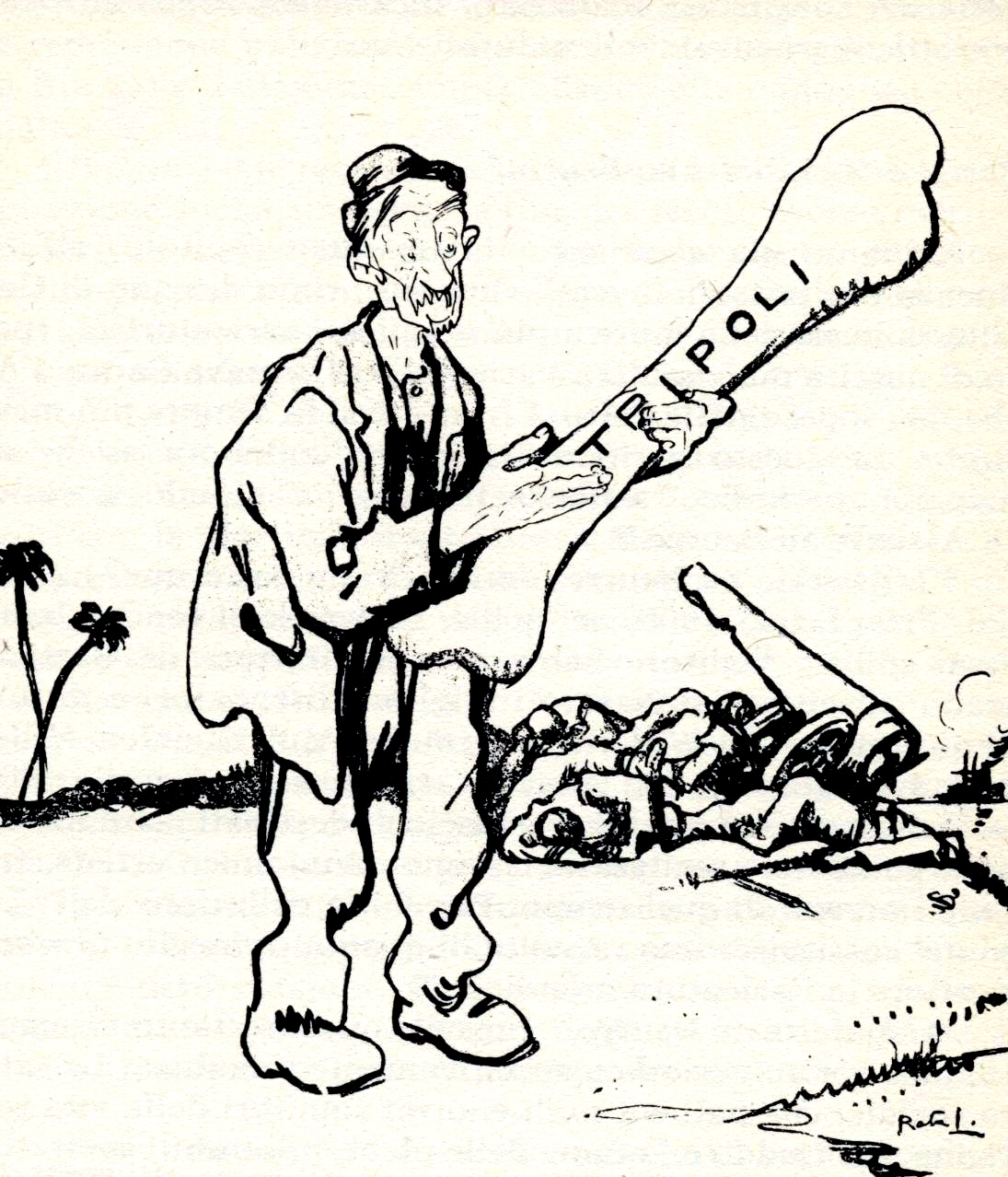
Gabriele Galantara, "Domani a conti fatti - Pantalone: Valeva proprio la pena?", vignetta per L'Asino contro la guerra di Libia, 1911

L'opposizione più decisa venne dai sindacalisti rivoluzionari, dai giovani socialisti, in particolare Amadeo Bordiga, ma anche ad esempio da Benito Mussolini, e da una parte dei repubblicani guidati da Pietro Nenni, che tentarono di bloccare la guerra con dimostrazioni e scioperi di massa. La Confederazione Generale del Lavoro proclamò uno sciopero generale di 24 ore per il giorno 27 settembre 1911, ma a causa delle divisioni interne al movimento rivoluzionario l'operazione ebbe successo solo a Forlì, che "per la convergenza di socialisti e repubblicani, fu la punta più avanzata della risposta popolare alla guerra di Libia". Il 14 ottobre Mussolini e Nenni furono arrestati e reclusi alcuni mesi nel carcere di Bologna. Le più approfondite analisi contro la guerra furono fatte da Alceste de Ambris, che definì l'invasione italiana "una guerra di brigantaggio", e da Enrico Leone, economista e sindacalista rivoluzionario, che scrisse un libro contro la politica di colonizzazione violenta. Furono contrari alla guerra anche i massoni, che erano vicini alla rivoluzione laica dei Giovani Turchi; in particolare fu notata la freddezza di Ernesto Nathan, sindaco di Roma.

### L'ultimatum

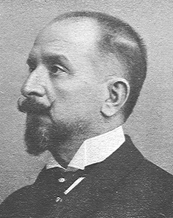
Antonino Paternò Castello, marchese di San Giuliano

La crisi di Agadir che coinvolse la Francia e il Marocco il 1º luglio 1911, provocata dall'ingresso della cannoniera tedesca Panther nel porto di Agadir, probabilmente spinse Giolitti ad affrettare i tempi. La preoccupazione del ministro degli esteri Antonino Paternò di San Giuliano era dettata dal timore che la Francia, una volta occupato il Marocco, non avrebbe dato il suo benestare a un intervento italiano in Libia. Nonostante il rapido rientrare dell'incidente diplomatico, Paternò rimase convinto che una spedizione in Libia fosse ormai imperativa e che l'azione dovesse essere anche il più rapida possibile per evitare turbolenze nell'area balcanica. La posizione tenuta da San Giuliano convinse diversi storici, tra cui Sergio Romano, che fu lui il principale fautore della guerra contro la Turchia, mentre è accertato che anche lo stesso Giolitti era desideroso di risolvere una volta per tutte l'annosa questione libica. Il Primo ministro spinse infatti affinché il corpo di spedizione dai ventimila soldati previsti fosse raddoppiato a quarantamila. Il 19 settembre fu mobilitato l'esercito.
Il 28 settembre l'ambasciatore italiano a Istanbul consegnò alla Sublime porta un ultimatum che "fu compilato in modo da non aprire strade a qualunque evasione e non dare appigli a una lunga discussione che dovevamo ad ogni costo evitare" che imponeva al governo ottomano di dare "gli ordini occorrenti affinché essa [l'occupazione militare della Tripolitania e della Cirenaica] non incontri da parte dei rappresentanti ottomani alcuna opposizione": il termine di accettazione era di sole 24 ore. Inizialmente il Gran visir si rifiutò di leggerlo e quando lo fece esclamò C'est donc la guerre ("Dunque è la guerra" in francese). Il governo turco fu estremamente accomodante e si impegnò anche a garantire le prerogative dei commercianti italiani in Libia ma rispose a ultimatum scaduto. L'offerta turca fu rapidamente liquidata da Paternò come un "ingenuo artificio... per guadagnare tempo".
Il comando del corpo di spedizione italiano fu affidato al generale Carlo Caneva, in assoluto il più anziano generale ancora in attività in Europa, mentre Annibale Gastaldello fu nominato capo dello Stato maggiore.

## Forze contrapposte

### Italia
Per le operazioni in Libia il Regio Esercito mobilitò un Corpo d'armata Speciale agli ordini del generale Carlo Caneva, costituito allo scopo e formato dalla 1ª (generale Guglielmo Pecori Giraldi) e dalla 2ª divisione (generale Ottavio Briccola) per un totale di 34 000 uomini. Ogni divisione era costituita da due brigate, e ogni brigata da due reggimenti di fanteria (rinforzati ciascuno da una sezione di mitragliatrici), due squadroni di cavalleggeri, un reggimento di artiglieria da campagna (quattro gruppi di quattro batterie con pezzi da 75A), una compagnia zappatori e servizi. Le truppe non inquadrate erano costituite da due reggimenti di bersaglieri (8º e 11º) rinforzati ciascuno da una sezione someggiata di mitragliatrici Maxim), un reggimento di artiglieria da montagna (quattro gruppi da 70A), un gruppo di artiglieria da fortezza (due batterie da 149G), un battaglione di zappatori (due compagnie) e una compagnia telegrafisti con quattro stazioni radiotelegrafiche. Si trattava di unità "di formazione", ossia composte da elementi provvisoriamente distaccati da altre unità. Agli uomini vennero consegnate nuove divise più adatte per l'ambiente desertico di colore grigioverde (che caratterizzò le uniformi italiane fino alla seconda guerra mondiale), oltre al classico casco coloniale Mod. 1911.
Corpo d'Armata Speciale - generale Carlo Caneva - primo sbarco
- 1ª Divisione di linea - gen. Guglielmo Pecori Giraldi
  - I Brigata
    - 82º Reggimento fanteria - colonnello Achille Borghi
    - 84º Reggimento fanteria - colonnello Spinelli

  - II Brigata
    - 6º Reggimento fanteria - colonnello Belluzzi
    - 40º Reggimento fanteria - col. Giovanni Pastorelli

  - 1º Squadrone cavalleggeri (di formazione)
  - 2º Squadrone cavalleggeri (di formazione)
  - 1º Reggimento artiglieria da campagna da 75A
    - 1º Batteria artiglieria da campagna
    - 2º Batteria artiglieria da campagna
    - 3º Batteria artiglieria da campagna
    - 4º Batteria artiglieria da campagna

  - 1ª Compagnia genio zappatori
  - servizi divisionali
- 2ª Divisione di linea - generale Ottavio Briccola
  - III Brigata
    - 22º Reggimento fanteria - colonnello Zuppelli
    - 42º Reggimento fanteria - colonnello Mocali

  - IV Brigata
    - 4º Reggimento fanteria - colonnello Moccagatta
    - 63º Reggimento fanteria - colonnello Luigi Airenti

  - 3º Squadrone cavalleggeri (di formazione)
  - 4º Squadrone cavalleggeri (di formazione)
  - 2º Reggimento artiglieria da campagna da 75A
    - 1º Batteria artiglieria da campagna
    - 2º Batteria artiglieria da campagna
    - 3º Batteria artiglieria da campagna
    - 4º Batteria artiglieria da campagna

  - 1ª Compagnia genio zappatori
  - 2ª Compagnia genio zappatori
  - servizi divisionali
- Truppe di corpo d'armata
  - 8º Reggimento bersaglieri[47]
  - 11º Reggimento bersaglieri[48]
  - 3º Reggimento artiglieria da montagna da 70A
    - 1º Batteria artiglieria da montagna
    - 2º Batteria artiglieria da montagna
    - 3º Batteria artiglieria da montagna
    - 4º Batteria artiglieria da montagna

  - Gruppo artiglieria da fortezza da 149G
    - 1ª Batteria artiglieria da fortezza
    - 2ª Batteria artiglieria da fortezza

  - Battaglione genio zappatori 
    - 3ª Compagnia genio zappatori
    - 4ª Compagnia genio zappatori

  - 1ª Flottiglia aeroplani/Battaglione specialisti genio
    - 2 Blériot XI, 3 Nieuport, 2 Farman e 2 Etrich Taube, 6 aerostati

  - Compagnia genio telegrafisti
    - 1ª Stazione genio telegrafisti
    - 2ª Stazione genio telegrafisti
    - 3ª Stazione genio telegrafisti
    - 4ª Stazione genio telegrafisti

  - servizi di corpo d'armata

Successivamente le forze terrestri furono aumentate nel corso del conflitto, con l'afflusso di consistenti rinforzi. In particolare, il 5 novembre 1911 sbarcarono a Tripoli la 3ª e 4ª divisioni, provenienti da Napoli e organizzate anch'esse come unità di formazione.
Corpo d'Armata Speciale - generale Carlo Caneva - secondo sbarco
- 3ª Divisione di linea - tenente generale Felice De Chaurand
  - V Brigata - maggior generale Vittorio Delmastro
    - 18º Reggimento fanteria - colonnello Baldini
    - 33º Reggimento fanteria - colonnello Pinna

  - VI Brigata - generale Saverio Nasalli Rocca
    - 23º Reggimento fanteria - colonnello Bartolomeo Mondaini
    - 52º Reggimento fanteria - colonnello Amari

  - 8 squadroni cavalleggeri
  - 6 battaglioni Alpini
  - 6 Batterie di artiglieria da campagna da 75/27 Mod. 1906
  - 11 Batterie di artiglieria da campo
  - 8 Batterie di artiglieria da montagna
  - 7 compagnie di artiglieria costiera (costituite da cinque batterie da 149, una di bombarde da 149 e una di mortai da 210)
  - 5 Compagnie genio zappatori
  - 4 compagnie minatori
  - servizi divisionali
  - 1 sezione di palloni aerostatici
  - 1 Compagnia genio telegrafisti
  - 2 ospedali da campo da 50 posti e 4 da 100 posti, più 2 ambulanze da montagna
  - 1 sezione di forni da mattoni e vari materiali da costruzione

La Forza navale italiana del Mediterraneo, successivamente Forze navali riunite, agli ordini del viceammiraglio Augusto Aubry, era così costituita:
- 1ª Squadra (viceammiraglio Augusto Aubry)
  - 1ª Divisione (viceammiraglio Augusto Aubry): corazzate Vittorio Emanuele, Regina Elena, Napoli, Roma
  - 2ª Divisione (contrammiraglio Ernesto Prebitero): incrociatori Pisa, Amalfi, San Marco; esploratori Agordat, Partenope
- 2ª Squadra (viceammiraglio Luigi Faravelli)
  - 1ª Divisione (viceammiraglio Luigi Faravelli): corazzate Benedetto Brin, Ammiraglio di Saint Bon, Emanuele Filiberto
  - 2ª Divisione (contrammiraglio Paolo Thaon di Revel): incrociatori Giuseppe Garibaldi, Varese, Francesco Ferruccio, Marco Polo, esploratori Coatit, Minerva
- Divisione navi scuola (contrammiraglio Raffaele Borea Ricci): corazzate Re Umberto, Sardegna, incrociatore Carlo Alberto
- Ispettorato siluranti (contrammiraglio Luigi Amedeo di Savoia-Aosta): incrociatori Vettor Pisani, Lombardia e 62 unità leggere tra torpediniere e cacciatorpediniere, ripartite operativamente fra l'ispettorato e il comando in capo delle forze navali[53].

Oltre a queste unità operarono in Mediterraneo gli incrociatori ausiliari Bosnia, Città di Messina, Città di Catania, Città di Palermo, Città di Siracusa, Duca di Genova, Duca degli Abruzzi e la nave ospedale Regina Margherita del Corpo Militare dello SMOM.
La Regia Marina contribuì alle operazioni anche con un Corpo di occupazione formato dalle compagnie da sbarco tratte dalle navi, che effettuò i primi sbarchi su Tripoli. Altri battaglioni da sbarco vennero successivamente organizzati nel corso della campagna.

### Impero ottomano
La guarnigione turca in Libia stanziava circa 4 000 uomini della 42ª divisione autonoma, composta dal 124º, 125º, 126º e 127º reggimenti fanteria, dal 42º battaglione fucilieri, dal 38º reggimento cavalleria e disponeva di aliquote d'artiglieria. Era stata così suddivisa:
- in Tripolitania 3 reggimenti di fanteria, 1 battaglione cacciatori (Nişancı نشانچی), squadroni di cavalleria, 1 battaglione di artiglieria da fortezza
- in Cirenaica 1 reggimento di fanteria, 1 squadrone di cavalleria, 2 batterie di artiglieria da campagna, 1 batteria di artiglieria da montagna, 2 compagnie da fortezza

Nel corso del conflitto si unirono ai turchi un numero imprecisato di forze arabe organizzate in mehalla, unità tribali di entità variabile a seconda della popolazione che le sosteneva, inquadrate da ufficiali turchi, alle quali si aggiunsero 2 000-3 000 guerriglieri senussiti al comando di Omar al-Mukhtar.
Le forze navali a disposizione degli ottomani erano le seguenti:
- Squadra di Beirut (il grosso della flotta), che appena iniziate le ostilità si ritirò nelle acque dei Dardanelli: corazzate Barbaros Haireddin, Turgut Reis (entrambe della classe Brandenburg), incrociatori Mecidiye, Hamidiye, cacciatorpediniere Jadighiari Milet, Nemamehamiet, Morenivetmilié, Samsum, Jarhissar, Thaxos, Bassora, nave appoggio Teirimughian[54][55]. La cannoniera Avnillah e altre due unità minori rimasero però a Beirut.
- Squadra di Albania: 2 incrociatori, 4 torpediniere e 2 cannoniere fluviali
- Squadra del Mar Rosso: 1 cacciatorpediniere, 9 cannoniere, 1 yacht armato e 6 sambuchi
- Di fronte a Istanbul: 2 corazzate e 12 torpediniere

Le corazzate Mecidiye e Hamidiye della squadra di Beirut erano antiquate; al contrario, le due corazzate di produzione tedesca e i cacciatorpediniere erano moderni e capaci di velocità elevate per l'epoca.

## La guerra

### I primi scontri navali e l'occupazione delle città costiere

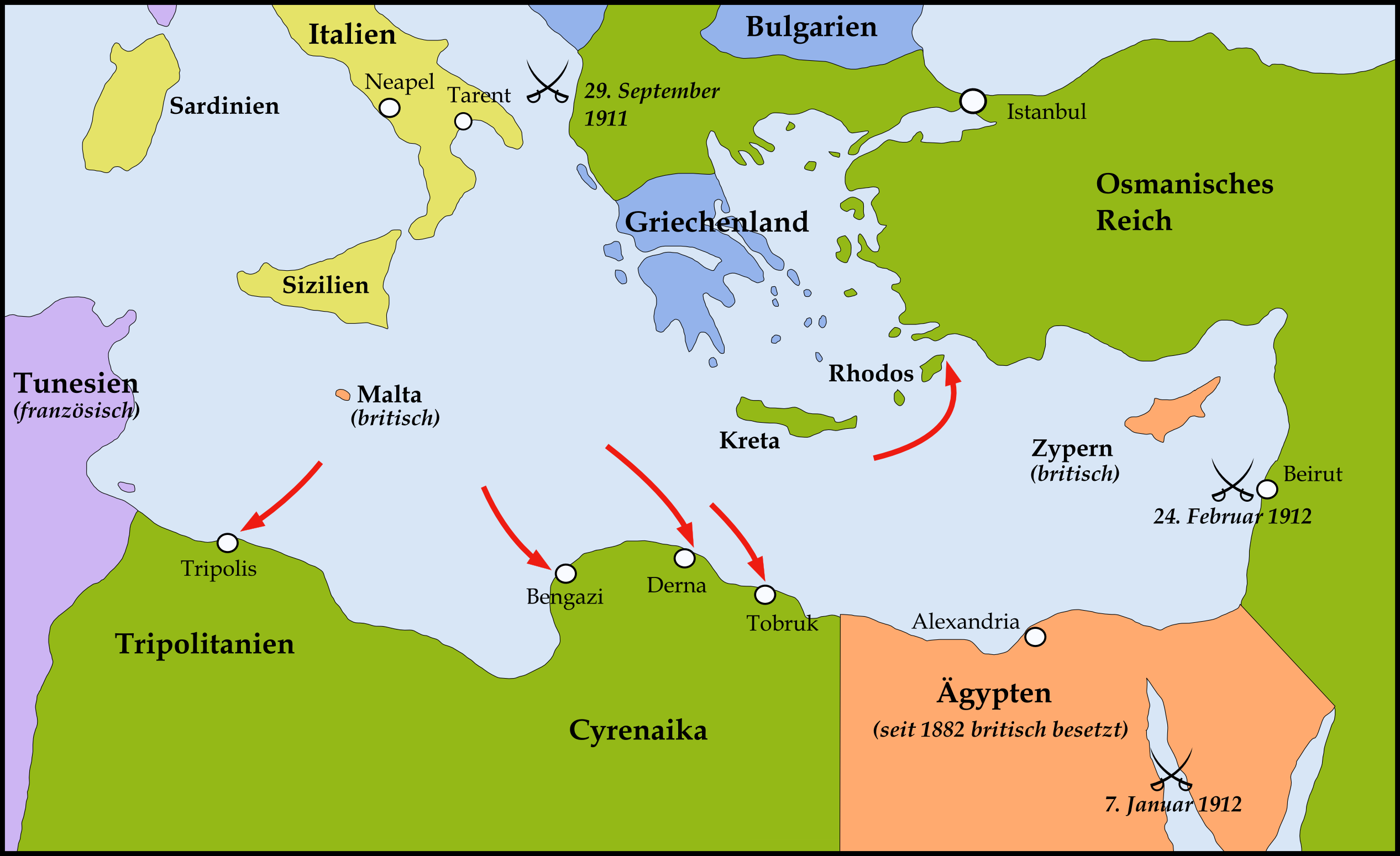
La cartina in tedesco raffigura il teatro delle operazioni della guerra italo-turca

Reparti da sbarco di marina in Libia

La Regia Marina non ebbe ordini specifici in merito alla preparazione del conflitto, sebbene il governo avesse deciso già l'entrata in guerra, e il 17 settembre 1911 Giolitti avesse già avvisato il re di tale decisione. In ogni caso, considerando che i capi militari avevano comunque un'idea generale della situazione, la marina aveva accelerato i lavori di allestimento delle navi per poterle radunare nella rada di Augusta. L'allerta alla flotta giunse nella sera del 20 settembre con un telegramma del ministro Pasquale Leonardi Cattolica, che il 24 ordinava l'adunata delle navi ad Augusta.

#### Il piroscafoDerna
Ancora prima della dichiarazione di guerra la Turchia aveva rifornito tre piroscafi di armi e di soldati: il Derna, lo Scutari e il Kaisseri. Il Kaisseri lasciò il porto di Smirne con circa 1 500 uomini e si diresse nel Mar Rosso; più tardi fu catturato dalla Regia Marina nel corso della guerra mentre era camuffato da nave ospedale. Dello Scutari si persero tutte le tracce mentre, per quanto riguardava il Derna, lo Stato maggiore italiano sapeva che era salpato da Istanbul il 21 settembre per trasportare armi a Tripoli con un carico di fucili Mauser M1903 Turkish. Il 23 settembre, conoscendo la natura del carico del piroscafo, il ministro segnalava al comandante della flotta la "necessità assoluta" di impedire al Derna di arrivare alla meta: il viceammiraglio Aubry ordinò al Varese di incrociare davanti a Tripoli, fuori vista dalla costa, in attesa delle corazzate Roma e Napoli. L'ordine comunque non permetteva di ingaggiare navi battenti bandiera diversa da quella ottomana e, per di più, non forniva le indicazioni necessarie all'identificazione del Derna. La notte del 25 settembre la Roma intercettò un mercantile che, illuminato con i proiettori, presentava il nome Hamitaz; il capitano di vascello Giovanni Lovatelli comandante la Roma ammise in seguito di aver identificato la nave come battente bandiera tedesca dopo aver sentito alcuni marinai parlare in questa lingua. La mattina successiva il Derna gettava l'ancora nel porto di Tripoli; il console Galli telegrafò subito a Roma dell'avvenuto attracco del Derna. Informato a sua volta da Roma, il viceammiraglio Aubry ordinò a Lovatelli di verificare la correttezza della notizia, così la Roma si avvicinò di notte a Tripoli e un marinaio inviato su una lancia riuscì a issarsi a bordo dove lesse distintamente il nome della nave Hamitaz. Il viceammiraglio Aubry fu così rassicurato sul fatto che il Derna in realtà non era approdato a Tripoli.
Successivamente affondato e in seguito recuperato dagli italiani, si constatò che la scritta originale erano i nomi Derna-Hamburg sovrapposti, in quanto quello era il porto di armamento, e che cancellato Derna, Hamburg era stato modificato in "Hamitaz". Non si sa se il Derna navigasse sotto bandiera turca o tedesca, comunque le regole di ingaggio in vigore non potevano essere disattese da parte dei comandanti in mare.

#### La battaglia di Prevesa
L'uscita della squadra turca da Beirut il 28 settembre spinse la flotta italiana ad attuare una serie di missioni di ricognizione nel Mediterraneo orientale per intercettare un'eventuale azione verso ovest della squadra turca, che invece si era ritirata nei Dardanelli. A tal fine il contrammiraglio Presbitero fu inviato con la sua divisione a Bengasi con l'ordine di ripiegare su Tripoli, dove si stava concentrando tutta la 2ª squadra, in previsione della comparsa di forze nemiche preponderanti.

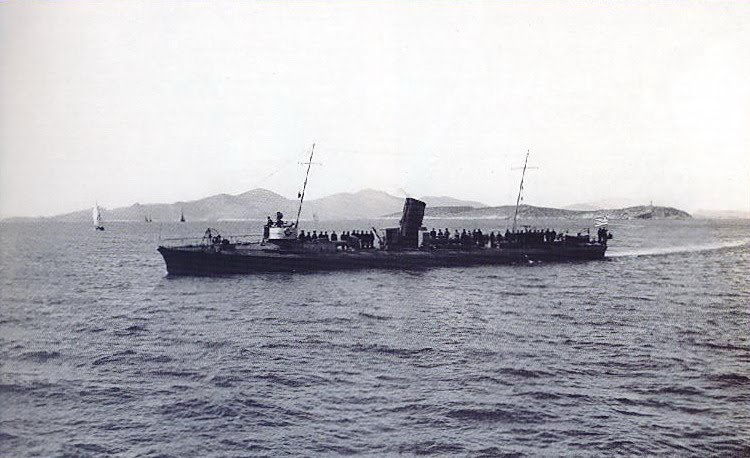
La torpediniera turca Antalya fu recuperata dalla Grecia che l'immise in servizio come Nikopolis

Il 28 settembre le siluranti italiane avevano messo sotto controllo l'area marittima di fronte a Prevesa, principalmente per controllare il piroscafo Sahah, che ancorato a San Giovanni di Medua doveva trasportare truppe in Libia. Il giorno successivo giunse in zona anche l'incrociatore Marco Polo, distaccato dalla 2ª Divisione. Il 29 settembre, attorno alle 16:00, circa un'ora dopo la dichiarazione ufficiale di guerra, le torpediniere turche Tokad e Antalya, battelli della classe Antalya da 165 tonnellate costruiti in Italia dalla Ansaldo, furono danneggiate in uno scontro con unità italiane: i cacciatorpediniere italiani al comando di Luigi Amedeo di Savoia-Aosta, duca degli Abruzzi, incrociarono al largo di Prevesa le due torpediniere turche contro le quali aprirono il fuoco. La Tokad in veloce allontanamento da Prevesa fu silurata dai cacciatorpediniere Artigliere e Corazziere che la costrinsero a incagliarsi in fiamme: la nave venne quindi deliberatamente spiaggiata per evitarne l'affondamento. Avvenne inoltre uno scambio di cannonate con le batterie costiere ottomane.
La mattina del 30 settembre al largo di Reşadiye il cacciatorpediniere Artigliere cannoneggiò le due torpediniere turche Alpagot e Hamidiye col supporto delle artiglierie del sopraggiunto Corazziere; secondo altre fonti, la torpediniera Antalya, sopraggiunta in soccorso, fu colpita a sua volta e devastata da un colpo del Corazziere che avrebbe fatto esplodere uno dei siluri a bordo della torpediniera. In ogni caso la Antalya venne autoaffondata a Prevesa insieme alla Tokad, e successivamente entrambe vennero recuperate dai greci, che le immisero in servizio col nome di Nikopolis e Totoi. Portatisi a circa 600 metri dalla costa, i cacciatorpediniere scambiarono cannonate con le postazioni difensive turche a terra e inviarono imbarcazioni armate per catturare il panfilo armato Tarabulus, che fu rimorchiato a Taranto dal Corazziere. Nella stessa mattinata il cacciatorpediniere Alpino catturava davanti a Prevesa il piroscafo Newa, proveniente da San Giovanni di Medua con a bordo un carico bellico destinato ai Dardanelli.
Le operazioni in Adriatico causarono attriti diplomatici con l'Impero austro-ungarico, che riteneva un intervento italiano nelle acque territoriali e sulle coste albanesi un'ingerenza nell'area balcanica e non gradiva la presenza della flotta italiana in assetto di guerra di fronte alle basi principali della sua marina: l'Austria aveva dislocato all'uopo a Cattaro la 1ª divisione della flotta (corazzate SMS Zrinyi, SMS Radetzky, SMS Erzherzog Franz Ferdinand). Il 2 ottobre le operazioni furono sospese e un telegramma del Ministro della marina impose alle navi di mantenersi a sud del Canale d'Otranto per «convenienza politica»; un successivo comunicato proibì di aprire il fuoco contro le postazioni nemiche a terra. Contrariamente agli ordini del ministero, il giorno 5 ottobre, il cacciatorpediniere Artigliere di fronte a San Giovanni di Medua impegnò le fortificazioni turche che avevano aperto il fuoco contro una lancia a remi, inviata a terra con bandiera bianca per raccogliere informazioni: fra i feriti vi fu anche il comandante della nave (comandante Biscaretti), ma la lancia fu recuperata senza vittime. A seguito delle proteste austriache (San Giovanni di Medua era prossima al confine albanese con l'Austria) il ministro Leonardi Cattolica inviò il 5 e 6 ottobre due telegrammi al duca degli Abruzzi, ufficiale superiore in mare, in cui ribadiva che il governo aveva preso l'impegno di non effettuare ulteriori operazioni in Adriatico.

#### La presa di Tripoli

Tripoli dopo lo sbarco: si notano le trincee scavate dagli italiani

Il 2 ottobre 1911 la squadra navale italiana dispiegata davanti al porto di Tripoli, al comando dell'ammiraglio Luigi Faravelli, intimò la resa alla guarnigione turca di stanza della città. Respinta da parte ottomana la richiesta di resa, il giorno successivo iniziò il cannoneggiamento dei forti turchi della città presidiati da pochi cannonieri; constatata l'assenza di reazione nemica, i marinai del capitano di vascello Umberto Cagni occuparono le fortezze principali della città. Pur con forze ridotte, Cagni riuscì a dare l'impressione che la forza sbarcata fosse molto più numerosa muovendo le proprie truppe continuamente da una parte all'altra della città: in tal modo riuscì a ritardare qualsiasi attacco per circa una settimana. L'11 ottobre arrivarono in porto i piroscafi America e Verona e l'incrociatore Varese che, essendo le navi più veloci, si erano staccate dal resto del convoglio. Le navi trasportavano l'84º Reggimento fanteria "Venezia", due battaglioni del 40º Reggimento fanteria "Bologna" e un battaglione dell'11º reggimento bersaglieri, per un totale di 4 800 uomini. Il giorno successivo giunse il resto del convoglio, assicurando il controllo della città all'Italia. Con i rinforzi giunti dall'Italia il corpo di spedizione arrivò a contare 35 000 uomini al comando del generale Carlo Caneva.

#### La presa di Tobruch
Tripoli era la città più grande e più importante della regione, in quanto sede amministrativa, ma Tobruch fu la prima città della Libia a essere occupata per l'importanza del suo porto e per la sua posizione strategica, che permetteva il controllo di ogni movimento costiero da e per l'Egitto. Occupando Tobruch la Regia Marina spostava il punto di partenza della squadra più avanzata di 500 miglia a est rispetto alla base di Augusta. La mattina del 4 ottobre, contemporaneamente agli sbarchi operati a Tripoli, una squadra navale italiana (corazzate Vittorio Emanuele, Roma, Napoli, incrociatori Amalfi, Pisa e cacciatorpediniere Lampo) entrò nella rada e dopo pochi colpi di cannone iniziò lo sbarco di circa 400 uomini delle compagnie da sbarco di marina, avvenuto senza incontrare resistenza.

#### L'occupazione di Homs, Derna e Bengasi
L'8º Reggimento bersaglieri del colonnello Carlo Maggiotto non prese terra a Tripoli e fu mantenuto sulle navi; giacché si parlava di Homs come una località tranquilla e già abbandonata dai turchi, alle 07:00 del mattino del 17 ottobre un convoglio si presentò al largo di quella località. In realtà la guarnigione turca forte di 300 uomini si trovava ancora nella città, ma lo sbarco poté avvenire soltanto quattro giorni più tardi causa le pessime condizioni del mare. Immediatamente prima la guarnigione si ritirò sulle alture del Mergèb (Quota 176) che dominano l'abitato.
Due giorni dopo i bersaglieri occuparono le alture, contrastati oltre che dalla guarnigione turca anche da circa 1 500 irregolari arabi. Il colonnello Maggiotto ritenne la posizione raggiunta non difendibile, così a sera i bersaglieri si ritirarono in città. Il 21 ottobre ottenne rinforzi da due compagnie da sbarco e una batteria da 75 mm della marina, provenienti dalla Varese e dalla Marco Polo.. Imbaldanziti dal successo, il 28 ottobre i turchi attaccarono le trincee attorno a Homs con circa 2 000 irregolari ma i bersaglieri, rinforzati da due plotoni di marinai e supportati dal fuoco del Marco Polo, respinsero l'attacco: gli irregolari tornarono ai loro villaggi, senza ulteriormente minacciare la città. Le alture intorno a Homs furono riconquistate dagli italiani il 27 febbraio 1912 e tenute per tutta la durata della guerra.

La sede del Comando italiano nel porto di Derna

Il 7 ottobre il reggente del consolato di Derna riuscì a far sapere al contrammiraglio Presbitero, che si trovava a Tobruch con la squadra navale, di essere stato rinchiuso in ostaggio con gli altri diplomatici italiani in uno stabile conosciuto come "casa Aronne". Presbitero inviò a Derna la Napoli, che prese posizione presso l'abitato e inviò a terra una scialuppa per parlamentare: quando l'imbarcazione fu fatta segno del fuoco avversario, l'ammiraglio ordinò di sparare con l'armamento secondario (con pezzi da 76 mm e con poche salve da 203 mm). Alle 11:30 i turchi non risposero più e finalmente la scialuppa poté prendere contatto con le autorità turche. Gli italiani furono liberati e trasferiti a bordo della Napoli la mattina del 9 ottobre.
Il 13 ottobre il viceammiraglio Aubry ordinò l'occupazione di Derna con le truppe già presenti a Tobruch. Il giorno 16 ottobre fu tentato lo sbarco, non senza difficoltà dovute alle condizioni proibitive del mare e per la violenta reazione turca; al secondo tentativo la flotta effettuò un violento bombardamento navale, e solo la compagnia da sbarco del Vittor Pisani (circa 80 marinai agli ordini del tenente di vascello Grana) riuscì a prendere terra prima del calare della notte. L'occupazione fu completata il giorno successivo da altri contingenti da sbarco e dal I/40º fanteria, imbarcato a Tobruch sul piroscafo Favignana, agli ordini del capitano di fregata Pietro Orsini: tutte le unità erano sottoposte al comandante delle truppe da sbarco della divisione navale Presbitero. Nei giorni successivi altri sbarchi portarono la guarnigione italiana a 250 uomini e l'operazione ebbe termine il 21 ottobre, quando tutto il battaglione fu a terra. Il 25 ottobre giunsero direttamente dall'Italia il 22º Reggimento fanteria "Cremona", il battaglione alpini Saluzzo e un plotone del genio al comando del colonnello Vittorio Italico Zupelli. Per garantire il rifornimento idrico, Zupelli fece occupare e fortificare il ciglione dell'altipiano che si alzava dietro la città, dove si trovava la fonte che la riforniva.

Vedetta agli avamposti di Bengasi

Con circa 15 000 abitanti, Bengasi era capitale della Cirenaica e il centro strategico più importante dopo Tripoli. La mattina del 18 ottobre una squadra navale partita da Augusta si presentò davanti alla città: le truppe destinate all'azione erano il 4º e il 63º Reggimento fanteria "Cagliari" (circa 4 000 uomini) supportati da reparti del genio, da due batterie di artiglieria da montagna, da un battaglione di marinai formato dalle compagnie da sbarco delle corazzate Vittorio Emanuele II, Regina Elena, Roma e Napoli, agli ordini del capitano di fregata Angelo Frank. La guarnigione turca contava per contro 450 uomini. Il giorno successivo, fallite le intimazioni alla resa, le navi aprirono il fuoco alle 07:30, colpendo sia le fortificazioni turche (Berka e Castello) sia la spiaggia della Giuliana; questo tratto di costa lungo circa 1 chilometro e con andamento nord-sud tra punta della Giuliana e punta Buscaiba, era l'unico adatto per uno sbarco. La spiaggia era caratterizzata da un tratto di dune di circa 500 metri, chiuso da un'ampia salina, dove i turchi avevano eretto fortificazioni campali; poiché dovevano aggirare la salina, le truppe da sbarco avrebbero dovuto percorre circa 3 chilometri per arrivare a Berka, dove era situata la caserma dalla quale i turchi controllavano il centro di Bengasi. Prima ancora che terminasse il bombardamento, alle 08:50, il battaglione di marina sbarcò attestandosi su una linea di dune a circa 100 metri dalla battigia, seguito dalle fanterie; da alcune trincee ben mimetizzate iniziò il fuoco turco che arrestò l'avanzata degli uomini di Frank. L'unico punto dominante la spiaggia era l'altura su cui si trovava il cimitero cristiano che, privo di difesa, fu prontamente occupato da Frank con un plotone di marinai e due pezzi di artiglieria. I turchi contrattaccarono proprio al cimitero aggirando la postazione italiana e nella ritirata gli artiglieri rimossero gli otturatori ai cannoni; poco dopo gli italiani lanciarono un assalto guidato da Frank e appoggiato dai pezzi navali che riconquistò l'altura e i cannoni.
Attorno alle 15:30 il grosso del contingente era sbarcato e posto al comando del generale Ottavio Briccola. Fu deciso di aggirare le difese nemiche con due battaglioni del 4º reggimento: l'assalto ebbe successo, ma le perdite furono tutt'altro che lievi, comprendendo diversi ufficiali, fra cui lo stesso Frank. Il mattino del 19 ottobre fu occupata tutta la città; a sera nuclei di irregolari attaccarono gli avamposti difensivi italiani. Nei giorni successivi affluirono a Bengasi notevoli rinforzi (6º e 68º Reggimento fanteria "Legnano"). Il presidio inizialmente si ritirò a El Abia, ma successivamente si riaccostò alla città, occupando Sidi Muftà (Benina). Nel campo di Benina arrivarono a essere presenti 20 000 irregolari. La presenza di questo campo nemico impedì ogni attività offensiva italiana per tutta la durata della guerra.

### Gli errori di valutazione italiani

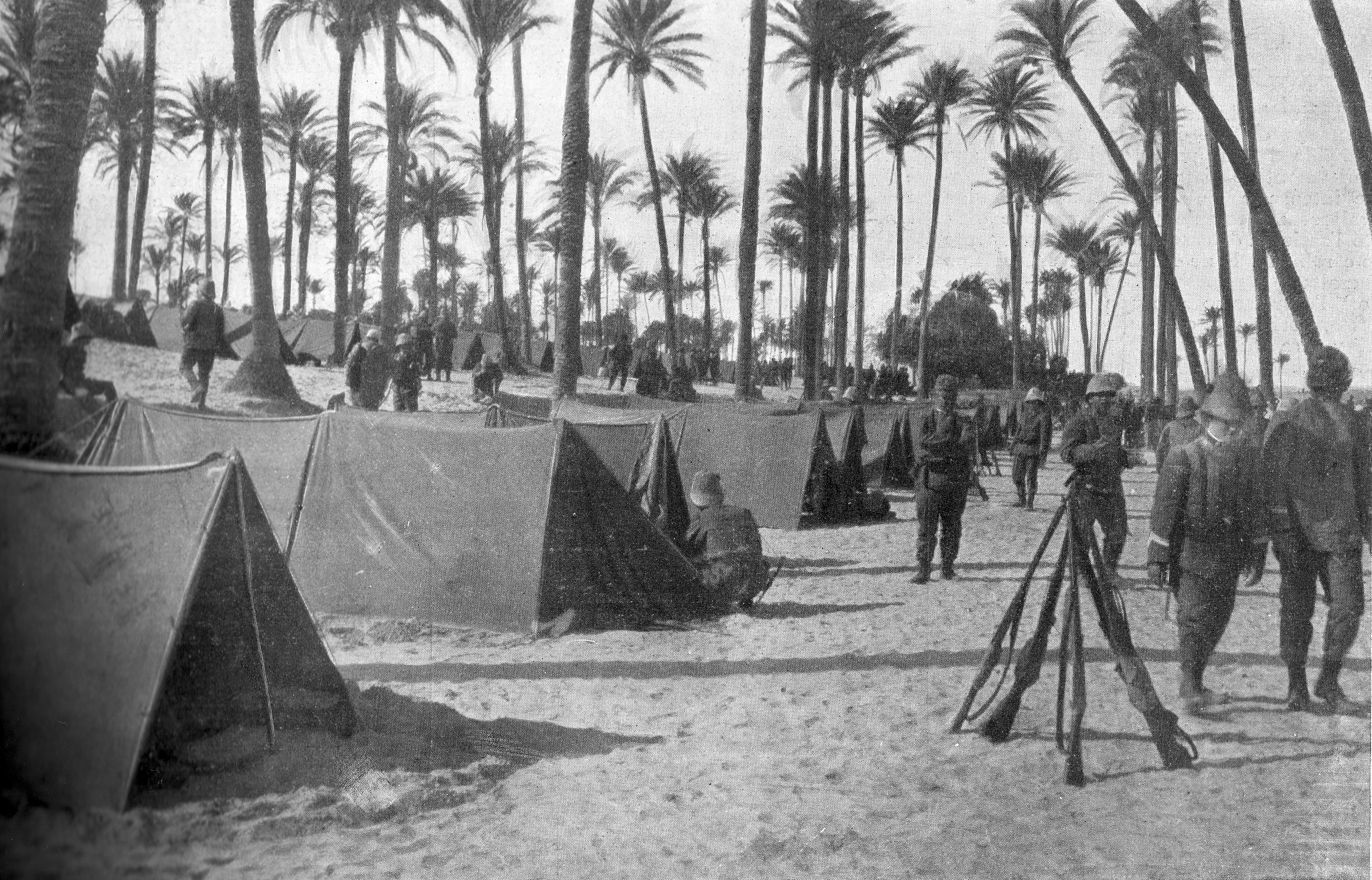
Uno dei diversi accampamenti allestiti dagli italiani a Tripoli

Lo Stato maggiore dell'esercito italiano si cullò inizialmente nell'idea che la nuova occupazione potesse essere, se non gradita, comunque accettata da parte libica come il male minore. In effetti era noto che i turchi in Libia non fossero mai stati particolarmente amati e che le ripetute coscrizioni militari non avessero mai avuto largo consenso. Inoltre la crescente forza del movimento dei Giovani Turchi, con venature laicheggianti, aveva contribuito ad alienarsi le simpatie presso la popolazione libica più tradizionalista, in particolare presso la setta religiosa dei senussiti. Il governo turco infine si era dimostrato subito favorevole a una soluzione di compromesso: all'Italia sarebbe stato accordato un protettorato che salvasse formalmente la sovranità turca sulla regione.
L'idea che in Libia si sarebbe vinto quasi senza combattere era appoggiata attivamente, utilizzando la stampa nazionale, dal Banco di Roma, che, in tal modo, cercava di difendere i suoi interessi a Tripoli. Di fronte a questa visione ottimistica non vennero effettuati i passi necessari per attirarsi la simpatia dei capi locali, che avrebbero richiesto l'impiego di risorse finanziarie prima che militari.. La ritirata da Tripoli dell'esercito regolare turco fece perdere quasi tutti i consensi alla causa ottomana: l'esercito turco fu accusato, secondo le parole di Yussef Gemal che comandava la base di Yfren, di aver svenduto la Tripolitania agli italiani, tanto che la milizia composta da libici disertò in massa; fu solo quando l'esercito turco dimostrò un'insperata combattività e volontà di reagire che le simpatie della popolazione araba ritornarono ai propri correligionari. A ciò contribuirono la lentezza dello sbarco italiano a Tripoli, che necessitò di diverse giornate, e alcuni errori nelle relazioni con il notabilato locale, non adeguatamente sovvenzionato con denari e prebende. Il movimento nazionalista dei Giovani Turchi, che nel 1908 aveva vinto le elezioni in Turchia, non era assolutamente intenzionato a cedere in Libia senza combattere e nonostante le affermazioni del Ministro della guerra turco Mahmud Şevket Pascià, che sosteneva l'impossibilità di riconquistare Tripoli, circa 50 giovani ufficiali aderenti ai Giovani Turchi partirono volontari per il fronte libico, tra i quali vi era Mustafa Kemal Atatürk.
In seguito allo sbarco italiano tutte le guarnigioni ottomane lasciarono rapidamente le città per ritirarsi nelle oasi, senza ingaggiare alcun combattimento; la guarnigione di Tripoli si ritirò nei campi di el-Azizia e di Suarei Ben Adem, dove il colonnello Neşet Bey incominciò a radunare un numero imprecisato di mehalla (milizie regionali irregolari) stimato comunque superiore ai 10 000 uomini. Nonostante avesse solo quarant'anni, Neşet vantava una vasta esperienza avendo combattuto già in altre aree ed era inoltre pratico del territorio perché aveva prestato servizio in Libia per tre anni; conosceva infine la lingua araba a differenza della maggior parte degli altri ufficiali, ed era perciò apprezzato dalla popolazione locale. Dopo la riuscita degli sbarchi, il Regio Esercito si impegnò immediatamente nella creazione di trincee e fortificazioni al fine di prevenire attacchi turchi, lasciando ai turchi l'iniziativa militare invece di annientare le forze ottomane con una serie di manovre a tenaglia come previsto dallo Stato maggiore. Le città libiche erano effettivamente troppo piccole per poter comodamente accasermare l'intero corpo di spedizione italiano.

### La controffensiva ottomana

#### La battaglia di Sciara Sciatt

Schizzo del combattimento di Sciara Sciatt (23 ottobre 1911)

Il 23 ottobre gli ottomani e le milizie arabe loro alleate attaccarono all'improvviso il perimetro difensivo italiano di Tripoli, ma furono facilmente respinti con una serie di azioni diversive a ovest della città.
L'attacco più importante contro le posizioni italiane, pianificato dal colonnello Nesciat, si diresse contro le meno guarnite posizioni orientali tenute dall'11º Reggimento bersaglieri.
La situazione più critica per lo schieramento italiano derivava dal 27º battaglione, che dislocato attorno a Sciara el Sciatt si trovò presto in gravi difficoltà, a causa degli attacchi repentini perpetrati alle spalle dalla popolazione locale: la 4ª compagnia fu costretta a ripiegare sul cimitero di Rebab, dove si asserragliò a difesa finché non si arrese. La 5ª compagnia si ritirò invece fino a Tripoli costantemente incalzata dagli attaccanti e sotto il fuoco della popolazione locale che sparava da ogni casa; riportò perdite gravissime. I prigionieri della 4ª e 5ª compagnia furono concentrati nel cimitero di Rebab e massacrati. In seguito a un feroce combattimento casa per casa, Sciara el Sciatt fu rioccupata al tramonto dai fanti dell'82º Reggimento fanteria "Torino", cui si aggregarono i superstiti della 4ª e 5ª compagnie (57 uomini inquadrati in due plotoni).

I granatieri si fanno strada verso il cimitero Rebab

Quando gli italiani riconquistarono l'area del cimitero di Rebab scoprirono che quasi tutti i 290 prigionieri erano stati trucidati. Un corrispondente francese del Matin così descriveva dopo il 23 ottobre 1911 le sevizie subite da circa 80 bersaglieri: «... si sono tagliati loro i piedi, strappate le mani, poi sono stati crocefissi. Un bersagliere ha la bocca strappata sino alle orecchie, un altro ha il naso segato in piccoli tratti, un terzo ha infine le palpebre cucite con spago da sacco... ».
Si passò a controllare ogni singola abitazione e poi a rastrellare l'intera oasi. Chiunque fosse stato trovato in possesso di armi fu immediatamente ucciso e gli individui considerati pericolosi furono arrestati e scortati a Tripoli; nei tre giorni seguenti avvenne una vera e propria caccia all'arabo, inasprita dalle crudeltà che gli arabi stessi avevano perpetrato verso i feriti e i prigionieri catturati. Questi sanguinosi avvenimenti compattarono l'opinione pubblica italiana dietro l'opinione che in Libia fosse lecito ricorrere alla repressione contro gli insorti mentre la stampa estera condannò la reazione italiana; particolarmente duri furono i giornali britannici liberali cui fecero eco i quotidiani conservatori mantenendo però toni più pacati. La battaglia di Sciara el Sciatt fu la più aspra per gli italiani in tutta la campagna, con 378 morti (di cui 8 ufficiali) e 125 feriti.

#### La battaglia di Henni

I cannoni campali italiani appoggiano la controffensiva dei bersaglieri, avvenuta a fine novembre 1911 per riprendere le postazioni più esterne a difesa di Tripoli

Alle 05:00 del 26 ottobre gli ottomani attaccarono nuovamente Tripoli con tutte le forze disponibili, impegnando tutto il settore sud-est. Nonostante sfondamenti limitati nella zona ovest, la linea italiana non fu distrutta grazie alla copertura dell'artiglieria e ai contrattacchi dei rinforzi provenienti dalla città.
Nel corso di novembre giunse dall'Italia la 3ª divisione speciale, al comando del tenente generale Felice De Chaurand e composta da sette battaglioni di fanteria, uno di alpini, uno di granatieri e una batteria da 75 mm, appositamente mobilitata per ampliare il Corpo d'armata speciale. Il 26 novembre l'11º reggimento bersaglieri e il 93º Reggimento fanteria "Messina" rinforzati con due battaglioni di granatieri rioccuparono totalmente l'oasi e ripresero tutte le posizioni lasciate fra il 27 e il 28 ottobre, protetti sul fianco sinistro da eventuali attacchi provenienti da Ain Zara dal 23º e 52º reggimenti fanteria.

### I riflessi in Italia e l'annessione della Libia

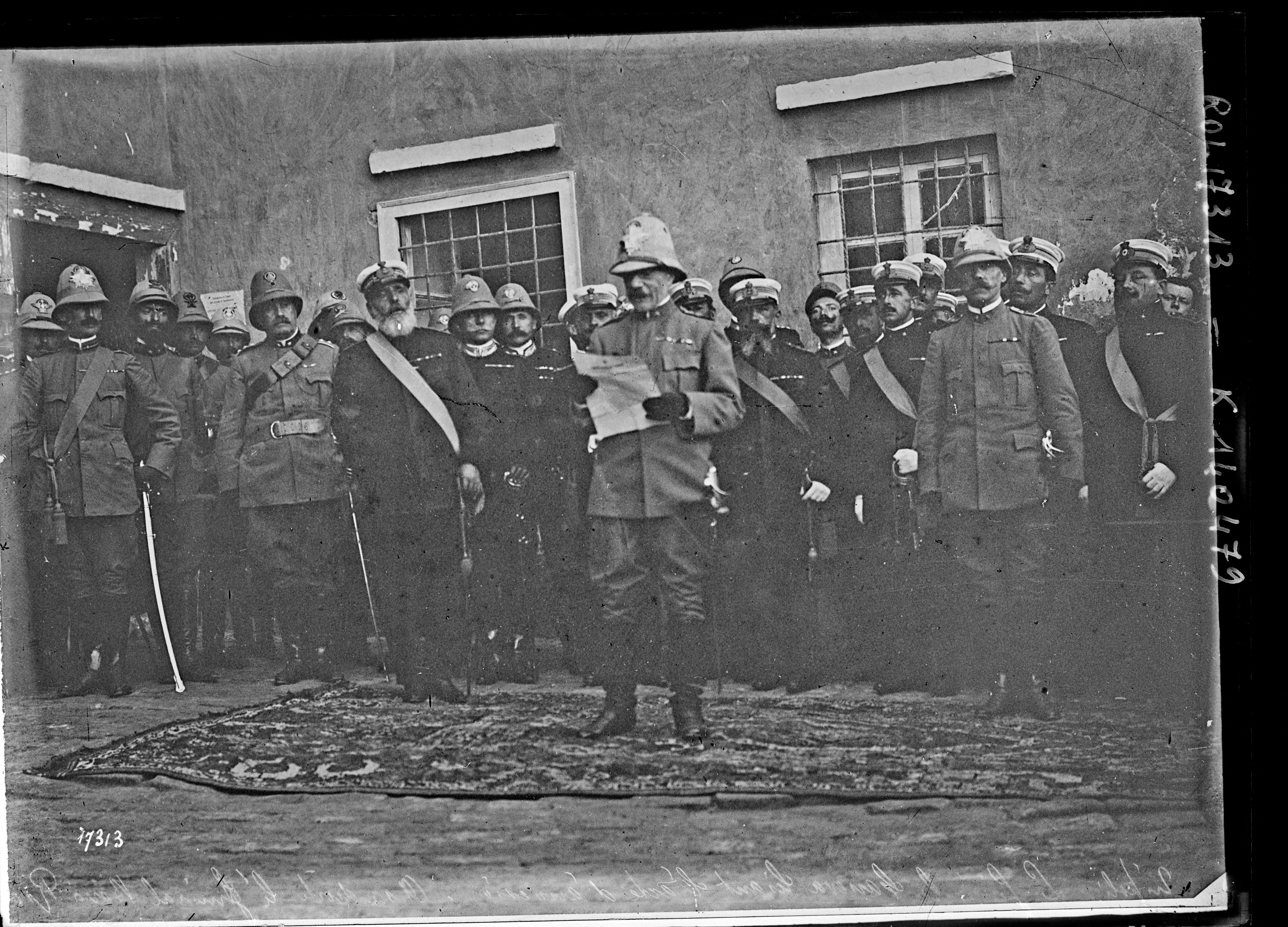
Il generale Carlo Caneva legge il Decreto di annessione della Libia all'Italia. Alla sua destra c'è l'ammiraglio Raffaele Borea Ricci d'Olmo. Alle spalle del generale vi sono gli ufficiali dello Stato Maggiore del Regio Esercito e della Regia Marina.

Dopo le offensive ottomane di Sciara Sciatt e Henni, nel corso della quale alcune importanti posizioni italiane erano cedute, in Italia il Primo ministro Giolitti fece pressioni per ottenere una vittoria decisiva che mostrasse alle altre nazioni europee che con la sconfitta dell'esercito ottomano in Libia "la conquista è definitiva"; dopo la pronosticata vittoria sarebbe seguita una proclamazione di annessione ufficiale che secondo Giolitti avrebbe indotto i turchi a richiedere la pace. Intanto il generale Carlo Caneva veniva sempre più apertamente contestato, in particolare dai giornali nazionalisti che lo tacciarono di codardia. Caneva intanto, contrariamente a quanto si auspicava in Italia, invece di passare all'offensiva ridusse il perimetro difensivo intorno a Tripoli e spinse un esasperato Giolitti a proclamare unilateralmente l'annessione della Tripolitania e della Cirenaica. Ciò avvenne il 5 novembre 1911, con il Regio Decreto n. 1247. Alla riapertura della Camera, il 23 febbraio 1912, fu approvata la "Conversione in legge del regio decreto 5 novembre 1911 n. 1247 che pone sotto la sovranità piena ed intera del Regno d'Italia la Tripolitania e la Cirenaica"; il Senato provvide il giorno successivo. Giolitti ricordò nelle proprie memorie che il suo timore era che dopo il rovescio subito le potenze europee avrebbero "fatto pressione per costringerci a concludere la guerra e per insistere sulla nostra accettazione, per la salvezza della pace generale, della sovranità nominale del Sultano...".

Un campo di concentramento preparato a Caserta, dove furono trasferiti i figli degli ufficiali ottomani prigionieri

L'annessione fu una scelta fallace che ebbe come unico risultato quello di irrigidire il governo ottomano e di rafforzare le posizioni dei Giovani Turchi, mentre Caneva (a parte un'azione che permise l'occupazione del forte Hamidiè che era stato abbandonato) ribadì la propria intenzione di condurre una guerra di logoramento; su questa linea si pose anche il generale Ottavio Briccola, che aveva occupato la città di Bengasi. Secondo Caneva, la sollevazione degli arabi dell'oasi e in parte anche di Tripoli aveva fatto mancare il presupposto fondamentale della neutralità della popolazione su cui puntava molto lo Stato maggiore italiano. Inoltre, sempre secondo Caneva, Briccola e gli altri generali, le truppe italiane equipaggiate all'europea e totalmente prive di addestramento a una guerra di guerriglia ed erano inadatte alla guerra nel deserto; ancora, la superiorità numerica degli italiani era vanificata in parte dal rifiuto dell'avversario di combattere una battaglia campale, che aveva preferito ritirarsi ancora più nell'interno (in zone di cui non esistevano nemmeno le mappe), non rinunciando eventualmente a piccole puntate punitive dai villaggi da cui partivano gli attacchi.
La convinzione che una guerra di logoramento avrebbe avuto la meglio su una guerra di annientamento convinse in ultimo i generali italiani a fortificare la fascia costiera e a evitare le uscite avventate, nella certezza che l'avversario non si sarebbe comunque fatto agganciare. A questo atteggiamento prudente non era estraneo lo spettro del disastro di Adua di pochi anni prima.

### Le battaglie per le oasi
Nel corso dell'inverno le truppe italiane furono falcidiate dal colera che, già presente a Tripoli fin dal 1910, ebbe la sua prima vittima fra gli italiani il 13 ottobre. L'epidemia imperversò fino a fine dicembre, con 1 080 militari colpiti e 333 morti. Le perdite totali nel campo di Ain Zara, dove ugualmente imperversò l'epidemia, non sono mai state rese note, però fra i turchi furono di 42 ufficiali e 200 soldati su poco più di 2000 uomini.

#### Oasi di Tripoli

Bersaglieri al riparo di una trincea durante gli scontri vicino a Sidi Messri

Il timore di penetrare nel deserto interno spinse le truppe italiane a impegnare battaglie esclusivamente nelle oasi vicine a Tripoli nel tentativo di rendere più sicura la città da possibili incursioni, e soprattutto per recuperare tutte le posizioni perse o abbandonate in seguito alla controffensiva ottomana. Il 10 novembre fu ripresa Tagiura e il 26 novembre il generale Saverio Nasalli Rocca occupò il forte Mesri; lo stesso giorno altri reparti raggiunsero l'oasi di Henni dove vi furono durissimi combattimenti al termine dei quali gli ottomani furono sconfitti e si ritirarono disordinatamente ad Ain Zara. Il generale Caneva con una decisione imprevista decise di non far inseguire il nemico in rotta dalla cavalleria dove probabilmente avrebbe ottenuto una facile e definitiva vittoria.

#### Oasi di Ain Zara

Un cannone italiano da 75A fa fuoco su Ain Zara

Prima di proseguire nell'occupazione della Tripolitania, si rese necessario neutralizzare la minaccia di Ain Zara, a soli 8 chilometri a sud di Tripoli. Ain Zara era una postazione ben fortificata presidiata da circa 8 000 uomini, appoggiati da una batteria di sette cannoni Krupp da 87 mm; rappresentava una delle più importanti basi ottomane e il punto di partenza di tutti gli attacchi fino ad allora condotti contro Tripoli.
Nel dicembre 1911, poiché nella zona di Ain Zara furono segnalati circa 6 000 arabi e 2 500 turchi con numerosi pezzi di artiglieria, fu deciso di procedere senza indugio alla conquista della base nemica al fine di allontanare le forze avversarie dal raggio d'azione della piazza di Tripoli. Dopo un'azione preparatoria condotta il 1º dicembre dal 52º fanteria, da due battaglioni dell'11º bersaglieri e una batteria da montagna, il giorno 4 tre colonne, al comando del generale Guglielmo Pecori Giraldi, del gen. Luigi Rainaldi, e del colonnello Giuseppe Amari, mossero verso gli obiettivi mantenendo in riserva un battaglione del 37º e uno del 23º fanteria. Iniziata la Battaglia di Ain Zara le colonne in avanzata incontrarono forte resistenza ma, messe a tacere le artiglierie turche e conquistati alcuni trinceramenti avversari, le truppe italiane si assicurarono la vittoria inseguendo poi l'avversario in fuga.

#### Azione di Bir Tobras

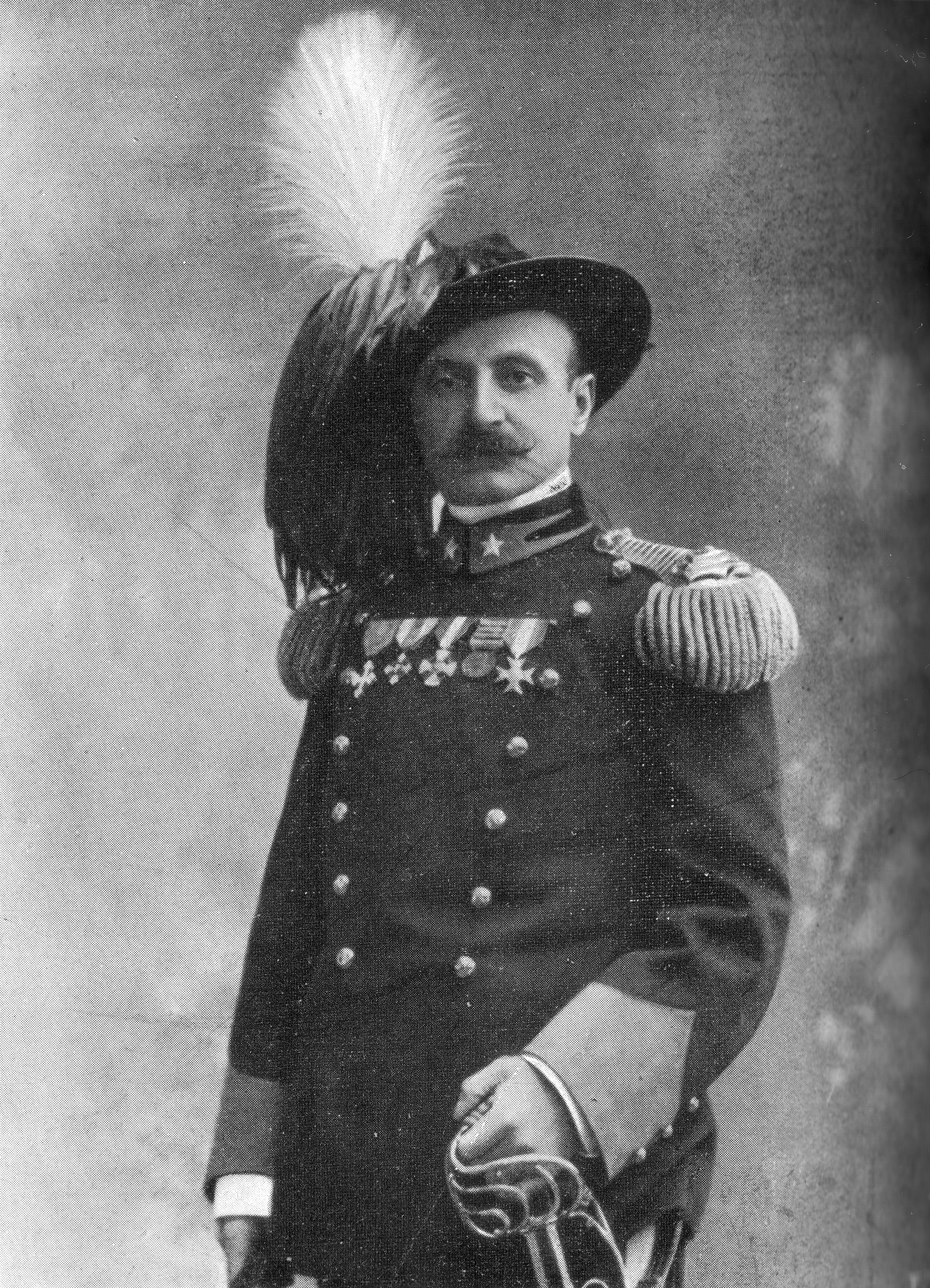
Il colonnello Gustavo Fara, decorato con una medaglia d'oro al valor militare

Il generale Guglielmo Pecori Giraldi, dal 18 dicembre posto al comando della base di Ain Zara, decise di attaccare l'oasi di Bir Tobras, 14 chilometri a sud, avendo avuto notizia dell'avvenuto trasferimento in quella località di alcuni capi tribù locali che, dichiarata la loro fedeltà all'Italia, erano stati imprigionati dai loro connazionali filo turchi. Senza informarne il generale Carlo Caneva, Giraldi inviò circa 3 000 uomini dell'11º Reggimento bersaglieri del colonnello Gustavo Fara. La spedizione partì durante la notte nella speranza di sorprendere il campo arabo-turco. Dopo la marcia di avvicinamento notturna, la colonna fu attaccata a Bir Tobras da ingenti forze. Dopo accanito combattimento i reparti cercarono di sganciarsi ma, proseguendo gli attacchi che si conclusero soltanto al sopraggiungere del buio, furono costretti a trincerarsi per trascorrere la notte. Al mattino ordinata la ritirata le truppe assunsero formazione in quadrato e, ripiegando verso Ain Zara, raggiunsero le trincee tenute dal 1º Granatieri. Una colonna di soccorso, perduta la strada, fu costretta a fermarsi nei pressi di Ain Zara. I reparti in ripiegamento furono poi raccolti da una seconda spedizione di soccorso con la quale rientrarono a Ain Zara. A seguito del negativo esito della spedizione, il generale Pecori Giraldi nel febbraio 1912 fu sollevato dall'incarico. Pecori Giraldi reagì attribuendo le colpe al colonnello Fara. Il generale Luigi Cadorna, venuto a conoscenza delle accuse mosse da Pecori Giraldi al suo sottoposto, lo accusò di incompetenza e raccomandò la promozione a generale per il colonnello Fara definendolo "un vero soldato". Fara fu poi promosso a maggior generale per meriti di guerra.

#### Oasi di Zanzur
Un grosso problema per l'esercito italiano era rappresentato da alcune oasi in mano turca lungo il confine tunisino che, trovandosi sulle vie carovaniere, ricevevano costantemente rifornimenti; in particolare, destavano preoccupazione le due oasi di Zuara e Zanzur; quest'ultima era situata a 30 chilometri a ovest di Tripoli e costituiva una probabile base da cui partivano gli attacchi notturni verso la città. Nel corso di dicembre vennero quindi effettuate diverse operazioni lungo la costa, arrivando il 17 fino all'oasi di Zanzur senza tuttavia occuparla.
Per occupare Zanzur il 22 dicembre ad Augusta fu imbarcata la 10ª brigata fanteria, che doveva sbarcare nella penisola di Rus-el-Macabez; le pessime condizioni meteorologiche costrinsero però a rinviare lo sbarco provvisoriamente fino alla seconda metà di febbraio, tenendo le truppe acquartierate a Catania e Siracusa, e solo ad aprile fu possibile procedere con l'operazione. Il convoglio giunse davanti alla costa libica il 9 aprile, quando fu condotta un'azione diversiva verso Zuara, che attirò il grosso delle forze turche presenti; il 10 aprile a Macabez iniziò lo sbarco di un battaglione, una batteria da sbarco della marina e infine della 5ª divisione al comando del generale Vincenzo Garioni, la quale occupò immediatamente il fortino di Bu Chamez e vi creò una base d'appoggio. All'operazione parteciparono inoltre i due dirigibili P2 e P3 con funzioni di esplorazione. Il 23 aprile tre colonne arabo-turche conversero sul forte di Bu Chamez, ma la guarnigione resistette con successo e gli attaccanti si ritirarono.

### I volontari arabi e gli ascari in Libia
Il generale Caneva, conscio dell'inadeguatezza delle truppe nazionali italiane al teatro libico, richiese il trasferimento in Libia di unità di ascari dall'Eritrea e alla costituzione di unità mobili di artiglieria cammellate; soluzione già sperimentata dal generale Briccola a Bengasi costituendo uno squadrone di cavalleria araba. Il 27 febbraio 1912 fu costituito il primo corpo di volontari libici al comando del tenente Federico Sirolli e contemporaneamente, approfittando della distruzione delle cannoniere turche a Kunfida, furono trasportate truppe dall'Eritrea. Il primo battaglione eritreo sbarcò a Tripoli il 9 febbraio. I reparti giunti dall'Eritrea furono composti con i migliori elementi dei quattro storici battaglioni indigeni (il "Toselli", il "Galliano", il II Battaglione Eritreo "Hidalgo" e il "Turitto". Tra gli uomini vi era il maresciallo Hamed Mohamed, l'ascaro più decorato del Regio Esercito.
L'11 febbraio gli àscari eritrei e i meharisti libici del capitano Pollera sfilarono per le principali vie di Tripoli intonando il grido Allah! Italia! attirando un'enorme folla di curiosi che si spiegò sui lati della strada e che i carabinieri stentarono a trattenere.
Gli ascari fecero base nel campo trincerato di Ain Zara e da lì furono subito impiegati in ricognizioni a Tagiura e Gargaresh. Presto altri ascari furono arruolati tra i libici stessi anche se in tal caso, almeno inizialmente, le famiglie furono trattenute "come garanzia" a Tripoli. Una delle azioni in cui maggiormente si specializzarono gli ascari eritrei era di raggiungere le posizioni turche e, individuata una vittima, prenderla prigioniera e trasportarla entro le linee italiane. Questi reparti costituirono il nucleo embrionale del Regio Corpo Truppe Coloniali della Tripolitania e del Regio Corpo Truppe Coloniali della Cirenaica.

### Le operazioni in Tripolitania
Nel gennaio 1912 fu decisa la costruzione di alcune ridotte a Gargaresh, destinate ad accogliere alcune compagnie per difendere le cave di pietra da cui erano tratti materiali per la costruzione del porto di Tripoli; nella zona fu inviato un contingente di truppa e cavalleria. Durante la marcia la colonna italiana si scontrò con i turco-arabi; il combattimento impedì di completare il sistema di fortificazioni e la zona fu temporaneamente abbandonata fino alla rioccupazione del 20 gennaio 1912. Perduta Gargaresh, i turco-arabi si trincerarono nel settore compreso tra l'altura di Sidi Abd-el Gelil e l'oasi di Zanzur, organizzando azioni di guerriglia contro le linee italiane a ovest di Tripoli: il comando italiano progettò quindi di attaccare l'oasi per mettere in sicurezza tutto il litorale fino al confine tunisino e, poi, occupare in un secondo tempo contro Zuara. L'8 giugno 1912 la 1ª divisione supportata da alcune navi attaccò le difese ottomane.
Oltre che nella vasta area di Tripoli, le truppe italiane furono mantenute in continuo stato di allarme anche nei dintorni di Homs dove grosse formazioni arabo-turche effettuarono azioni di guerriglia nella zona di Lebda e del Mergèb. L'8º Reggimento bersaglieri, di presidio di Homs, fu rinforzato con altri contingenti di fanteria; anche grazie all'appoggio dell'artiglieria navale la pressione offensiva fu alleviata e i turco-arabi si ritirarono. Caneva decise di ampliare la cintura difensiva di Homs per portare sotto stabile controllo le carovaniere di Tripoli, di Misurata e di Tharuna: nel febbraio 1912 ordinò di occupare El-Mergèb
Nei mesi successivi, sempre nel settore di Homs, il generale Ezio Reisoli fu obbligato a mantenere nella zona del Mergèb una forza ragguardevole in parte destinata al presidio e al completamento delle opere di difesa. Appena ultimati i lavori, si verificò un attacco arabo-turco contro il Mergèb che fu respinto nei primi giorni di marzo da reparti dell'89º reggimento fanteria, dal battaglione alpini Mondovì e dall'8º reggimento bersaglieri; quest'azione offensiva indusse il generale Reisoli a occupare Lebda, che fu conquistata assieme ad alcuni rilievi vicini, "i Monticelli".
Le azioni di disturbo nel settore di Homs e in particolare nella zona del Mergèb e di Lebda proseguirono per lunghi mesi dando luogo a scontri di varia importanza. Nel giugno 1912 i turco-arabi attaccarono il complesso delle opere fortificate dei Monticelli distruggendo una ridotta e decimando i soldati del presidio; il contrattacco italiano li respinse con gravi perdite..
Quasi contemporaneamente, per limitare il contrabbando di armi via mare, fu portata avanti l'occupazione dell'ultimo porto ottomano in Tripolitania, Misurata all'imbocco del Golfo della Sirte. Già programmato nel dicembre 1911, l'attacco fu posticipato fino al giugno 1912 a causa delle avverse condizioni climatiche; all'operazione furono destinati sette battaglioni di fanteria, due di alpini, uno squadrone di cavalleria, una compagnia del V eritreo e cinque batterie con i relativi servizi: tutti reparti della 1ª divisione speciale tratti dai presidi di Tripoli, Homs, Bengasi, Derna e Rodi. Le truppe furono trasportate via mare e giunsero sotto la protezione della flotta nei pressi della costa il 16 giugno. Lo sbarco avvenne senza imprevisti e furono subito occupate le località di Bu Sceifa e Gasr-Ahmed; l'8 luglio la fanteria, protetta dalle truppe montate, cominciò ad avanzare e conquistò dopo alcuni scontri Ras Zarrugh e subito dopo Misurata. Il 20 luglio nei pressi di Misurata si verificò un combattimento in cui furono impegnati alcuni distaccamenti del 50º e del 63º fanteria che occuparono, dopo viva resistenza, il villaggio di El Ghiran.
Altre operazioni interessarono poi la zona di confine verso la Tunisia. Per interdire il contrabbando di guerra proveniente dalle zone di frontiera, furono studiati alcuni progetti di sbarco a Zuara che, furono rinviati a causa delle negative situazioni atmosferiche. Nell'aprile 1912 il progetto fu ripreso in considerazione ma, per ragioni nautiche, fu decisa l'occupazione della penisola di Ras el Machbez. Effettuato lo sbarco e occupato il forte di Bu Kamech i turco-arabi si schierarono a difesa tra Sidi Said e il confine tunisino. Il 27 giugno le truppe italiane articolate su due colonne li attaccarono precedendo alla Occupazione di Sidi Said. Perdute le alture di Sidi Said, i turco-arabi ripiegarono verso Sidi Alì. Al fine poi di dominare le carovaniere confinanti con la Tunisia e controllarne il traffico l'operazione fu proseguita con obiettivo finale Zuara. Effettuate alcune ricognizioni, tutte le truppe della 5ª divisione, comandate dal generale Vincenzo Garioni, avanzarono lungo la linea costiera per procedere alla Conquista di Sidi Alì che fu presa il 14 luglio. Il 6 agosto le truppe del generale Garioni si congiunsero con la brigata del generale Giulio Cesare Tassoni, sbarcata nei pressi di Zuara e composta dal 34º, dal 57º fanteria, da un battaglione alpini e da alcuni reparti di artiglieria. Le truppe entrarono poi a Zuara senza incontrare resistenza.

### Le operazioni in Cirenaica

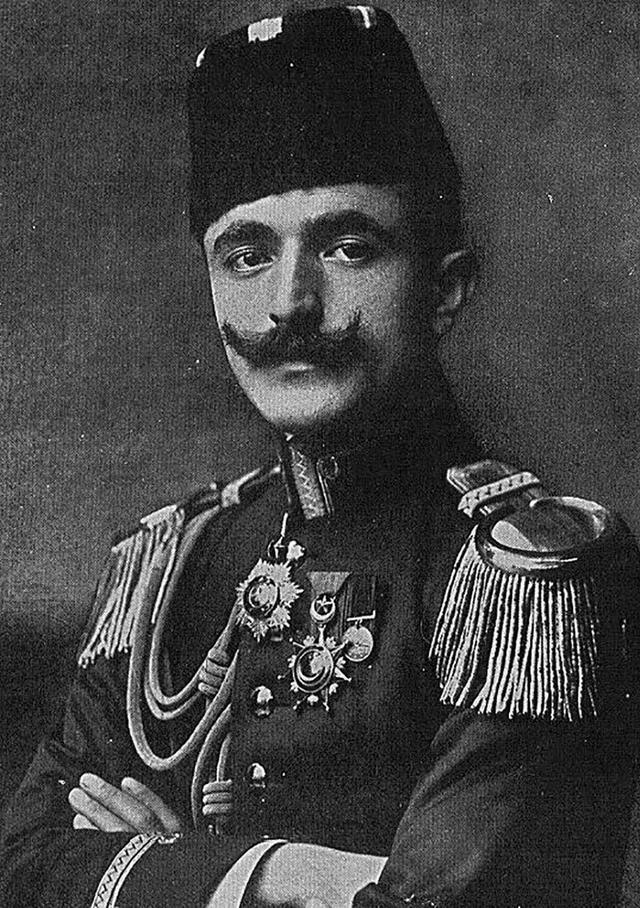
Il colonnello Ismail Enver Bey

In Cirenaica la resistenza incontrata durante le operazioni di ampliamento delle zone di occupazione, provocò molteplici scontri nei settori di Tobruch, di Bengasi e di Derna caratterizzati dalla presenza al comando delle truppe turco-arabe di Ismail Enver o Enver Bey.

#### Settore di Tobruch
A Tobruch le truppe turche si ritirarono sull'altipiano antistante la costa da dove impostarono azioni di disturbo che furono respinte a più riprese dai reparti del presidio e dal fuoco delle navi presenti in rada. A fine dicembre 1911 il Comando emanò ordini per rafforzare la sistemazione difensiva e meglio utilizzare le forze disponibili per operazioni offensive e di contrasto all'azione arabo-turca. All'attività destinata alla realizzazione di opere di fortificazione, si contrapposero azioni offensive con numerosi attacchi contro i reparti impegnati nella vigilanza e nella costruzione della cintura difensiva della piazza. Uno avvenne il 22 novembre quando una compagnia del genio, addetta alla costruzione di un fortino, fu assalita di sorpresa. Sopraggiunti rinforzi ed entrate in azione le artiglierie della R.N. Etna, gli assalitori furono costretti ad abbandonare il campo. Altri combattimenti verificarono il 22 dicembre, Il 28 dicembre, l'11 marzo, il 12 maggio (Uadi Aùda), il 17 e il 24 luglio 1912. Per arginare l'azione avversaria gli accampamenti arabo-turchi di Mdaur furono successivamente battuti dalle artiglierie della piazza arrecando loro non poche perdite e mantenendoli a distanza.

#### Settore di Bengasi
Nel mese di novembre 1911 a Bengasi non si verificarono episodi di rilievo. Quindi, si approfittò della situazione favorevole per procedere alla sistemazione delle linee di difesa compiendo anche numerose perlustrazioni che portarono nel loro svolgersi a scontri e scaramucce con elementi arabi. All'azione nemica si rispose verso la fine dello stesso mese, quando una colonna al comando del generale Carlo D'Amico. spinse in ricognizione scontrandosi e sconfiggendo poi il nemico nel Combattimento di Koefia. Altre azioni ostili si svilupparono nei mesi di dicembre 1911, gennaio, febbraio e marzo 1912 attaccando alcune ridotte e le truppe di presidio alle opere. Altri tentativi contro le linee fortificate si verificarono ancora nelle giornate tra il 9 e il 10 marzo 1912 quando l'avversario assalì impianti e fortificazioni nel tentativo di distruggere il sistema di comunicazioni e di sicurezza della piazza. Il Comando stabilì quindi di procedere a una decisa operazione di contrattacco che il 12 marzo portò al combattimento dell'Oasi delle Due Palme, oasi denominata anche Suani Abd el-Rani. Dopo questa battaglia, non si verificarono avvenimenti di particolare rilievo salvo piccoli scontri avvenuti il 27 agosto, il 19 giugno contro l'oasi di Suani Osman, e nella notte tra il 22 e il 23 agosto contro una ridotta e lungo la spiaggia sud della Giuliana. Su queste ultime posizioni raggruppamenti turco-arabi furono bombardati dalle RR.NN. Etna e Flavio Gioia.

#### Settore di Derna
A Derna, dopo lo sbarco dell'ottobre 1911, la situazione si manifestò difficile, a causa della presenza sull'altopiano di forze arabo-turche munite di artiglieria e inquadrate da ufficiali turchi tra cui il famoso Ismail Enver o Enver Bey.
Per garantire l'approvvigionamento di acqua proveniente dall'acquedotto dell'Uadi Derna situato a monte della città si rese quindi necessario procedere all'occupazione delle alture circostanti. Contemporaneamente furono avviati i lavori per costruire una camionabile e una salda linea difensiva fornita di ridotte e trinceramenti. Parecchi furono i tentativi di offensiva da parte dei turco-arabi che a partire dal 13 novembre iniziarono azioni isolate contro gli avamposti italiani dell'Uadi Derna e delle fortificazioni in fase costruttiva.

Alpini del Battaglione Edolo davanti ai corpi dei libici caduti nell'assalto al muro della "Ridotta Lombardia" (1912)

Una serie di scontri si verificarono il 14, il 17, il 24 e il 26 novembre comportando perdite e coinvolgendo reparti del 20º, del 32º, del 40º fanteria, del battaglione alpini Saluzzo e anche contingenti di marinai della R.N. Napoli. Aumentando la pressione avversaria e necessitando rinforzi, a fine novembre furono inviate a Derna nuove truppe aventi la consistenza di una divisione cui seguì, nel gennaio, l'arrivo dei battaglioni alpini Ivrea e Verona, del 34º fanteria e di altre batterie.

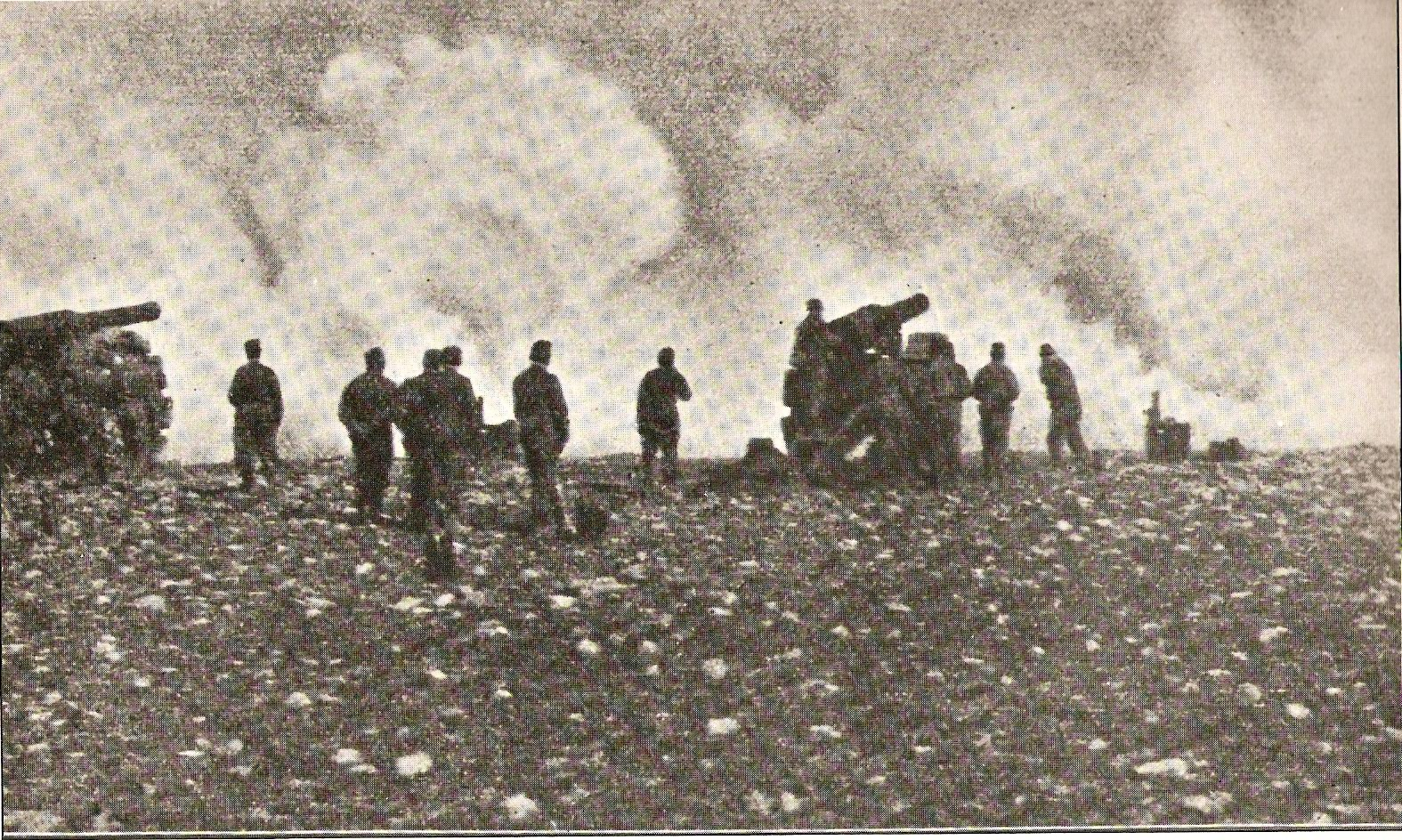
Una batteria italiana apre il fuoco contro gli attaccanti ottomano-arabi

 Le maggiori forze disponibili all'interno della piazza, non intimorirono però i turco-arabi che proseguirono nei loro attacchi. Nel mese di dicembre 1911 e nei mesi di gennaio, febbraio e marzo 1912 si verificarono quindi aggressioni e combattimenti di varia importanza. Tra questi, uno di quelli di maggiore rilievo per la consistenza delle forze impegnate riguardò il combattimento del Bu Msafer che si verificò il 3 marzo 1912. 
Superata la fase critica e conclusi i lavori difensivi Derna, con il suo sistema fortificato, fu messa in condizione di resistere anche ad attacchi di forze consistenti ma i turco-arabi continuarono a costituire anche in questo settore una considerevole minaccia. Assunta la decisione di agire per sventare il pericolo potenziale, fu sviluppata un'azione offensiva che si svolse nel settembre 1912 durante la quale assunse particolare importanza il Combattimento di Gars Ras El-Leben

### Il fronte dell'Egeo

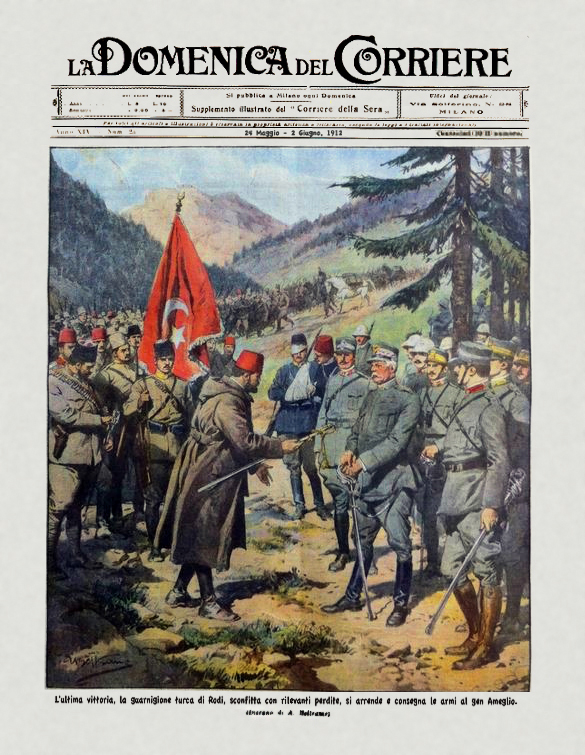
16 maggio 1912: resa della guarnigione ottomana di Rodi al generale Ameglio vicino a Psithos

All'inizio del 1912 le potenze europee si attivarono per conoscere le condizioni in base alle quali Italia e Turchia avrebbero potuto portare avanti trattative di pace. L'Italia intendeva trattare solo sulla base del decreto del 5 novembre 1911 con il quale aveva dichiarato l'annessione della Libia, una posizione inaccettabile per la Turchia; per forzare gli ottomani alla trattativa, il governo italiano decise di portare la guerra presso il territorio metropolitano turco aprendo un secondo fronte nel Mar Egeo, proprio allo sbocco della vitale arteria rappresentata dallo Stretto dei Dardanelli. Essendo escluso un intervento sulle Sporadi Settentrionali a causa dei possibili attriti che sarebbero sorti con Austria-Ungheria, Impero russo (interessate all'area dei Balcani) e Regno Unito (ostile a un insediamento allo sbocco degli Stretti) e dopo aver scartato un'azione sulla costa anatolica o siriana (che avrebbe richiesto risorse superiori a quelle disponibili), la scelta cadde su una serie di azioni nell'Egeo meridionale.
L'attività diplomatica tesa ad aprire il nuovo fronte fu avviata con una nota alle cancellerie del 7 marzo. Le operazioni effettive ebbero inizio nella notte fra il 17 e il 18 aprile, quando navi italiane tagliarono i cavi telegrafici che univano le isole di Imbro e Lemno al continente asiatico. Il giorno 28 fu occupata Stampalia, con l'obiettivo di occupare tutte le Sporadi Meridionali. L'isola più importante sia dal punto di vista politico sia di quello strategico era Rodi, popolata all'epoca da 27 000 abitanti e difesa, secondo le informazioni in possesso dei vertici militari italiani, da una guarnigione stimata inizialmente in 5 000 uomini tra truppe dell'esercito regolare turco e milizie locali irregolari.
Il primo sbarco a Rodi avvenne il 4 maggio, quando 8 000 uomini (34º e 57º Battaglione "Abruzzi", 4º Reggimento bersaglieri, un battaglione alpini e reparti di genio, cavalleria e artiglieria) al comando del generale Giovanni Ameglio presero terra nella baia di Kalitea a circa 10 km dalla capitale Rodi, raggiunta verso sera; la guarnigione turca si ritirò durante la notte e la mattina seguente si arrese. La popolazione greca accolse amichevolmente le truppe italiane, mentre quella turca rimase più riservata sebbene non palesemente ostile.
La guarnigione turca, composta in realtà da soli 1 300 uomini si era ritirata a Psithos, un villaggio che dominava la costa occidentale dell'isola, una regione impervia e praticamente priva di strade, facilmente difendibile. Per evitare che le forze turche rompessero il contatto per riprendere la lotta da una zona disagevole, il generale Ameglio il 15 maggio fece muovere tre colonne sul villaggio da Rodi, Kalavarda e Malona; le ultime due colonne furono portate sulle basi di partenza con le navi della flotta. Le tre colonne giunsero in vista del campo nemico quasi contemporaneamente e il 17 maggio il campo turco fu circondato; le forze turche cercarono di attaccare la colonna proveniente da Kalavarda ma calata la sera i turchi non erano riusciti ad aprirsi la strada, si sbandarono e si dispersero in gruppetti tra le gole e le forre dei monti, senza essere inseguiti dalle forze italiane. Le truppe turche, avendo lasciato gran parte dei viveri e dell'equipaggiamento a Psithos, chiesero e ottennero la resa con l'onore delle armi il giorno successivo.
Nel frattempo, dopo aver occupato il 28 aprile l'isola di Stampalia e iniziate le operazioni contro Rodi, fu deciso di procedere alla conquista di altre isole delle Sporadi anche per contrastare il contrabbando di armi. Il 9 maggio 1912 l'incrociatore Duca degli Abruzzi occupò Calchi facendo prigioniera la guarnigione. Nelle giornate successive, navi della 1ª e della 2ª divisione occuparono Scarpanto e Caso, mentre altre unità delle stesse divisioni con azione contemporanea, s'impadronirono la R.N. Roma di Nisiro, la R.N. Napoli di Piscopi, la R.N. Pisa di Calino, la R.N. San Marco di Lero, e l'Amalfi di Patmo. Il 16 maggio, durante i combattimenti di Psithos i cacciatorpediniere Nembo e Aquilone occuparono l'isola di Lipso, mentre il 19 la R.N. Pegaso si impadronì di Simi. Infine il 20, la R.N. Napoli sbarcò a Coo portando complessivamente a 13 le isole occupate nel corso dell'azione.

## Il ruolo della Regia Marina

### Le operazioni di appoggio agli sbarchi

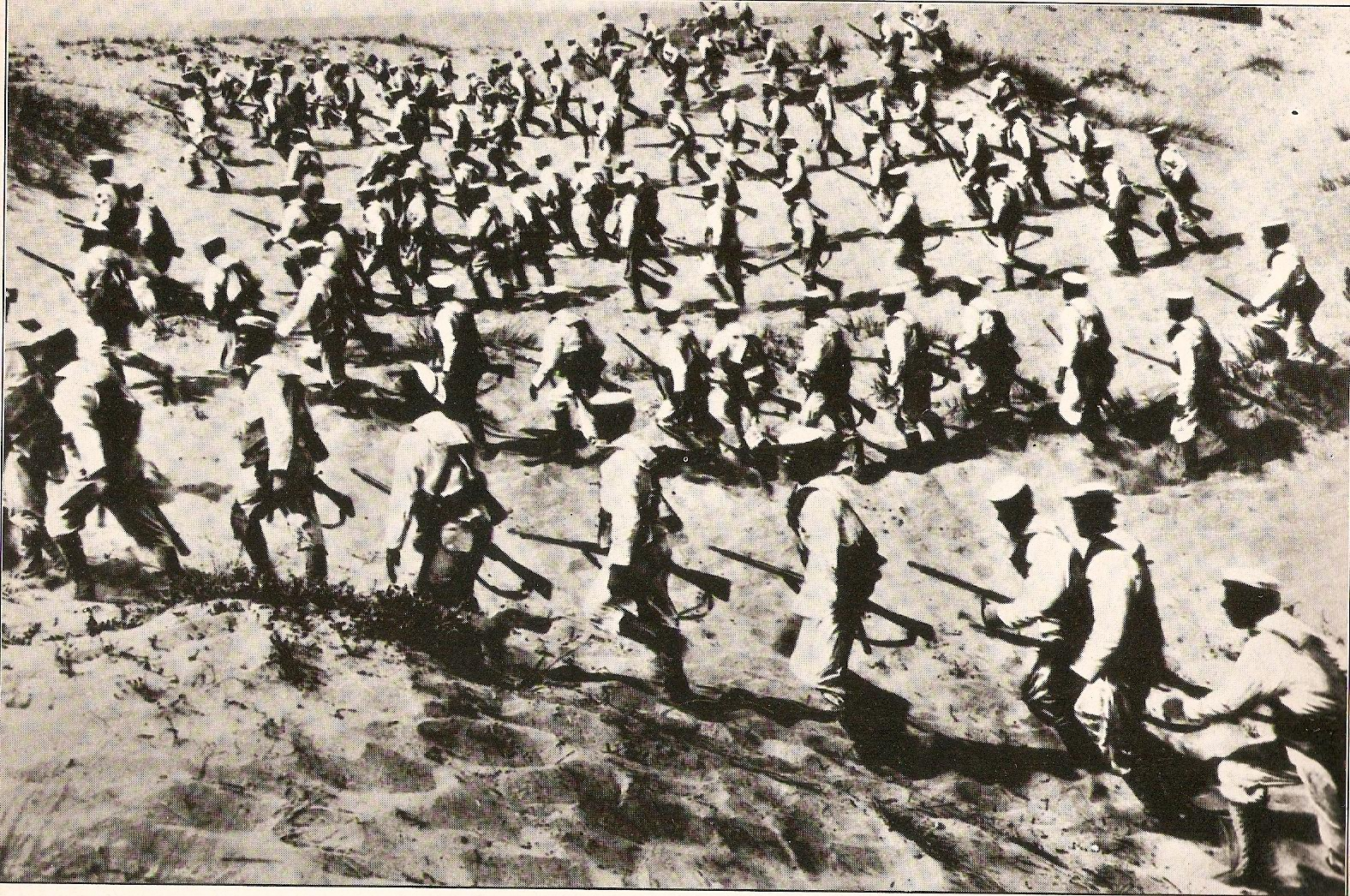
Marinai delle compagnie da sbarco della Regia Marina prendono terra a Tripoli nell'ottobre 1911

Il 29 settembre il viceammiraglio Aubry ricevette dal ministero l'ordine di presentarsi davanti a Tripoli, evitando di essere ingaggiato dalle difese costiere o di incappare in campi minati, per intimare la resa alla piazza minacciandone il bombardamento; in questo caso Aubry doveva concentrarsi sulle fortificazioni cercando di non colpire la città. Davanti a Tripoli fu schierata tutta la 2ª squadra al comando dell'ammiraglio Faravelli che, dopo una serie di trattative inconcludenti con le autorità civili della città, alle 15:30 del 3 ottobre iniziò il bombardamento, dapprima impegnando i forti da 7 000 metri con le artiglierie principali e successivamente da distanze inferiori con tutte le artiglierie disponibili: la 2ª divisione al comando del contrammiraglio Thaon di Revel attaccò il settore orientale (forte Hamidié), la Divisione Navi Scuola del contrammiraglio Borea Ricci si occupò del settore occidentale (forte Sultaniè e fortino B), al centro la 1ª divisione agli ordini di Faravelli bombardò il porto (bastione nord-est e batteria del faro). A sera le difese apparivano seriamente indebolite e il bombardamento fu ripreso per mezz'ora la mattina successiva; una ricognizione della torpediniera Albatros confermò la completa distruzione delle fortificazioni e l'abbandono dei turchi delle difese costiere. Il 5 novembre il primo contingente di marinai sbarcava a Tripoli.
Appena ebbe ricevuto l'ordine di iniziare le operazioni Aubry dirottò il contrammiraglio Presbitero su Derna, dove gli incrociatori Pisa e Amalfi distrussero la stazione radiotelegrafica; successivamente proseguirono per Bengasi dove gettarono l'ancora di fronte alla rada.

### Il contrabbando nel Mediterraneo
Nel gennaio 1912 sul piroscafo Odessa, partito da Sfax e fermato prima che arrivasse nelle acque libiche, furono rinvenuti 24 pezzi d'artiglieria, mitragliatrici, fucili Mauser, munizioni, granate e materiale radiotelegrafico: la Regia Marina fu dunque costretta a organizzare crociere per intercettare quelle imbarcazioni che trasportavano carichi bellici in favore dei turchi in Libia. Agli inizi di gennaio la marina era stata informata che sul piroscafo francese Carthage, in partenza da Marsiglia, erano stati imbarcati un aviatore e un aereo che avrebbero dovuto operare al servizio delle forze ottomane in Libia; in seguito a questa segnalazione l'incrociatore Agordat intercettò il Carthage che, visto il rifiuto del comandante di consegnare l'aereo, fu scortato a Cagliari dove fu trattenuto fino al 20 gennaio. Mentre veniva sfiorato un incidente diplomatico con la Francia, fu segnalata la presenza di passeggeri turchi sul piroscafo francese Manouba, che fu intercettata e perquisita sempre dall'Agordat. Il 18 gennaio undici dei ventinove passeggeri turchi a bordo vennero identificati come appartenenti alla Croce Rossa e Mezzaluna Rossa Internazionale; venne scoperta anche una notevole somma di denaro in monete d'oro. Il piroscafo Manouba fu dirottato a Cagliari, che poté lasciare assieme al Carthage consegnando gli ufficiali turchi alle autorità italiane. Solo il 26 gennaio Italia e Francia si accordarono per presentare la questione alla Corte permanente di arbitrato dell'Aia: i passeggeri turchi sarebbero stati consegnati al console francese a Cagliari, che li avrebbe riportati a Marsiglia, mentre il governo francese si sarebbe fatto garante di controllare che non si imbarcassero nuovamente per la Tunisia o il teatro di operazioni. Come conseguenza dell'incidente il ministro Leonardi Cattolica proibì di controllare navi francesi a meno che si trovassero nelle acque della Tripolitania o della Cirenaica.

### Mar Egeo

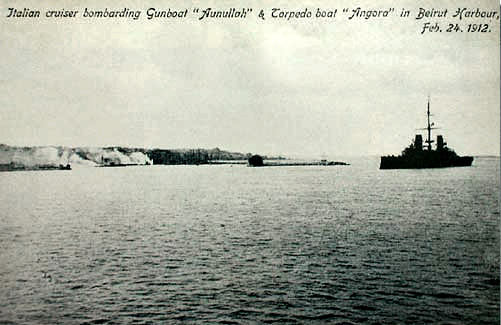
Un incrociatore corazzato (il Ferruccio o il Garibaldi, unità gemelle) bombarda la rada di Beirut il 24 febbraio 1912. Bersagli immobili la cannoniera corazzata Avnillah e la torpediniera Angora.

Già dal 23 ottobre le due squadre principali della flotta italiana rientrate ad Augusta dalla Libia erano state spostate a Taranto per operare nel Mar Egeo; il governo italiano tuttavia frenava qualsiasi tentativo di azione militare marittima fuori dalle acque già controllate dalla Regia Marina.
Il 20 febbraio il comandante della squadra dell'Egeo, contrammiraglio Paolo Thaon di Revel, ricevette l'ordine di catturare o distruggere la Avnillah (una grossa e obsoleta corvetta a casamatta riclassificata cannoniera corazzata da 2400 t) e la torpediniera Angora di base a Beirut. La formazione italiana composta dai due incrociatori Giuseppe Garibaldi e Francesco Ferruccio si presentò il 24 febbraio davanti al porto di Beirut e, dopo aver intimato la resa senza ricevere risposta, alle 09:00 aprì il fuoco affondando entrambe le navi turche; nonostante l'ordine di non cannoneggiare la città, alcuni tiri lunghi arrivarono a terra uccidendo due gendarmi e 52 civili.
Nella seconda metà di marzo la flotta inviò singole navi in missione sulle coste di Samo (bombardamento di una caserma) e di Lemno (taglio dei cavi telegrafici sottomarini); fu condotto anche un tentativo di forzamento dei Dardanelli mediante alcune siluranti. Il 18 aprile si cercò di attirare la squadra turca fuori dagli stretti presentandosi con la 2ª divisione (corazzate Benedetto Brin, Ammiraglio di Saint Bon, Emanuele Filiberto e Regina Margherita) che incrociò a 10 chilometri dall'imbocco degli stretti con le altre divisioni in attesa dietro a Imbro. I turchi non abboccarono e l'operazione si risorse in un duello di artiglieria durato 2 ore con i forti costieri.

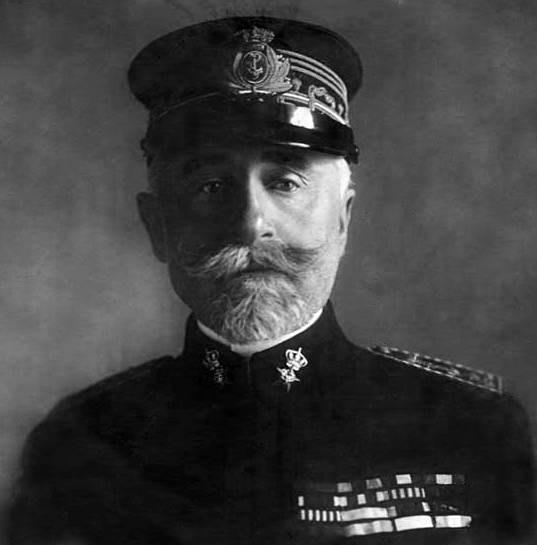
Il contrammiraglio Paolo Emilio Thaon di Revel, comandante della squadra dell'Egeo

Fin dall'inizio della guerra, la Regia Marina aveva sviluppato piani per il forzamento dei Dardanelli in modo da costringere la meno preparata flotta turca a una battaglia risolutiva, tuttavia le analisi avevano concluso che l'utilizzo di navi maggiori (corazzate e incrociatori) avrebbe comportato gravi danni alle navi e perdite stimate di circa 2 000 uomini, quindi il piano era stato sospeso. Il languire delle trattative diplomatiche indusse però la Regia Marina a riprendere il progetto nel luglio 1912 per eseguire un'azione dimostrativa negli stretti che, indipendentemente dai risultati, si sarebbe riflessa sul piano politico. Si decise di impiegare le torpediniere della 3ª squadriglia (Spica, Centauro, Perseo, Astore, Climene) agli ordini del capitano di vascello Enrico Millo, che elaborò i piani a Roma in collaborazione con il contrammiraglio Emanuele Cutinelli Rendina (sottocapo di Stato maggiore della Regia Marina), mentre in Egeo gli unici a conoscere la natura della missione erano gli ammiragli Viale e Corsi. L'isola di Strati fu selezionata come base logistica per l'azione, l'appoggio indiretto sarebbe stato fornito dall'incrociatore Vettor Pisani e dai cacciatorpediniere Borea e Nembo.
Le torpediniere si portarono all'imbocco dello stretto il 18 luglio alle 22:30, navigando in linea di fila a 12 nodi, con Millo imbarcato sulla Spica in testa alla fila. Alle 00:40 la torpediniera Astore fu illuminata dal proiettore di Capo Helles, sulla costa europea, iniziando il cannoneggiamento e dando l'allarme. Le torpediniere riuscirono a eludere i tiri di artiglieria dei turchi, manovrando prima a 20 e poi a 23 nodi, e arrivarono in vista della baia di Chanak dove si trovava la flotta turca. La Spica fu bloccata presso Kilid Bar da un cavo di acciaio (probabilmente una rete parasiluri) che ne danneggiò le eliche; dopo diversi tentativi, quando già Millo stava per dare l'ordine di abbandonare la nave, la Spica riuscì a disincagliarsi, ma ormai le probabilità di successo erano molto ridotte e la missione venne interrotta. Dopo aver ripercorso i 20 chilometri dello stretto, le torpediniere superarono l'imbocco sotto il fuoco dei forti di Capo Helles e Kum Kalé, viaggiando a tutta forza e in formazione aperta; le torpediniere si ricongiunsero in mare con le navi di appoggio. Secondo la relazione di Millo la Spica fu danneggiata da colpi al fumaiolo (uno da 70 mm), la Astore subì un colpo da 57 mm nelle sovrastrutture e due colpi di piccolo calibro nello scafo, la Perseo fu crivellata da una decina di colpi da 25 mm in coperta e nello scafo.

### Mar Ionio

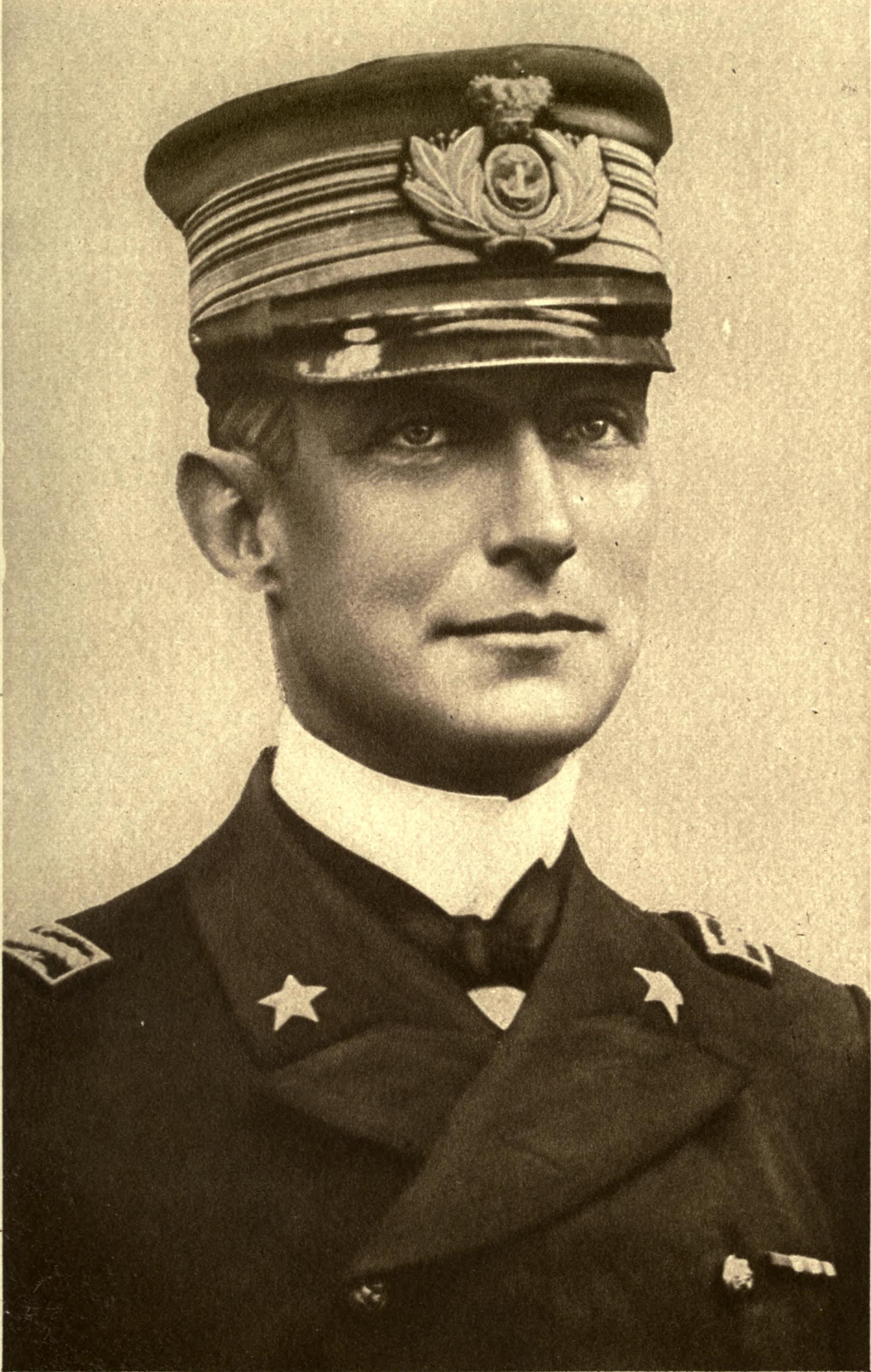
Il Duca degli Abruzzi Luigi Amedeo di Savoia-Aosta

Il teatro d'operazioni del Mar Ionio fu interessato da alcuni scontri durante la parte iniziale del conflitto. Già poche ore dopo la dichiarazione di guerra il 29 settembre, una flottiglia italiana composta da cinque cacciatorpediniere sotto il comando dell'allora contrammiraglio Luigi Amedeo di Savoia-Aosta mosse verso Corfù a caccia di navi nemiche, scontrandosi davanti Igoumenitsa con due torpediniere turche una delle quali fu colpita e costretta ad arenarsi. Le navi italiane si presentarono quindi davanti al porto di Prevesa il 30 settembre e, al termine di un breve combattimento, senza accusare alcuna perdita affondarono altre tre torpediniere ottomane oltre a catturare un piroscafo e un incrociatore ausiliario; la locale fortezza di Agios Andreas (in greco Κάστρο του Αγίου Αντρέα) fu bombardata e danneggiata.
Il 1º ottobre invece una flottiglia composta dagli incrociatori Vettor Pisani (ammiraglia di Luigi Amedeo) e Marco Polo e dalla nave ausiliaria Lombardia compì un'incursione sullo scalo di San Giovanni di Medua, dove furono catturati due piroscafi turchi. Le operazioni italiane lungo la costa dell'Albania proseguirono fino al 5 ottobre; dopo proteste diplomatiche della Grecia circa un presunto sconfinamento nelle sue acque le unità, e visto l'appoggio alle rimostranze di Atene da parte di Russia e Austria-Ungheria, le unità della Regia Marina furono richiamate e trasferite su altri teatri, mantenendo nello Ionio solo piccoli distaccamenti di sorveglianza.

### Mar Rosso

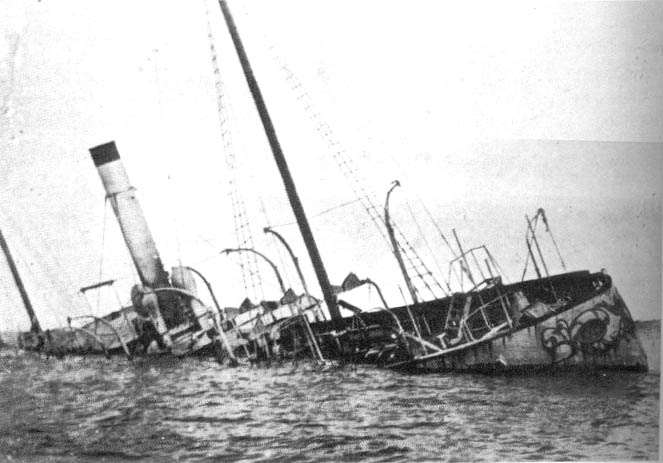
Il relitto della cannoniera turca Bafra ad al-Qunfudha, in Italia nota come Kunfida

La flotta italiana del Mar Rosso aveva base in Eritrea dove erano dislocate quattro unità minori: l'incrociatore Aretusa, l'ariete torpediniere Puglia, la cannoniera Volturno e l'avviso Staffetta trasformato in nave idrografica; nel corso della guerra la piccola squadra venne ampliata dall'incrociatore Calabria, dall'ariete torpediniere Piemonte, dai cacciatorpediniere Artigliere, Garibaldino, Elba, Liguria, Governolo, Caprera, Granatiere e Bersagliere. Tutte le unità erano sotto il comando del capitano di vascello Giovanni Cerrina Feroni, le cui prime azioni belliche causarono l'affondamento di due cannoniere e di undici sambuchi ottomani, probabilmente destinati a uno sbarco in Eritrea per aprire un fronte diversivo contro l'Italia. Dal canto suo, l'Italia forniva aiuti allo sceicco Asir Sa'id Idris, che combatteva i turchi in Arabia.
Nell'ambito delle azioni concordate con i ribelli arabi, le navi italiane bombardarono fortificazioni e accampamenti turchi nella penisola e ne bloccarono i porti, costringendo gli ottomani a trasferire rinforzi solo via terra; in queste attività si inquadra la crociera del Puglia e del Calabria, svoltasi il 1º gennaio 1912 contro Djabana.
L'episodio più rilevante fu uno scontro avvenuto il 7 gennaio in prossimità della costa dell'attuale Arabia Saudita fra le navi italiane Puglia, Piemonte, Calabria, Artigliere e Garibaldino e sette cannoniere turche (Autah, Ordon, Costamuni, Refakie, Moka, Bafra e Quenkeche) coadiuvate dal panfilo armato Shipka, che aveva servito sotto la Francia come Fauvette. Mentre il Calabria e il Puglia bombardavano i forti di Medi e Loheia, le altre unità furono impegnate dalle unità turche nei pressi di Kunfida; nel giro di tre ore le navi ottomane furono affondate o costrette all'incaglio e il panfilo fu catturato, ribattezzato Kunfida in ricordo della vittoria riportata, e incorporato nella Regia Marina. Questa azione fu utile anche ai rivoltosi arabi, dato che privò i turchi di un vantaggio tattico in mare e rese più difficili i collegamenti ottomani con le forze a terra operanti contro la guerriglia araba.
Dopo questo episodio, la Regia Marina continuò le sue azioni di controllo sul contrabbando marittimo e di appoggio dal mare a Idris, senza più possibilità di contrasto da parte della marina turca.
Nel corso dei restanti mesi del conflitto la Regia Marina bloccò almeno tre navi mercantili britanniche e una dozzina di sambuchi che trasportavano merce di contrabbando ed effettuò bombardamenti a Bab el Mandeb, Gebhana, Medi e Loheia, oltre ad azioni di appoggio diretto a favore degli insorti di Idris. In particolare un cannoneggiamento di precisione contro al-Hudayda fu effettuata il 27 luglio dal Piemonte e dal Caprera, che distrussero il forte della città e un accampamento turco con il relativo deposito di munizioni, senza danneggiare l'adiacente ospedale.

### Il contributo dell'aeronautica

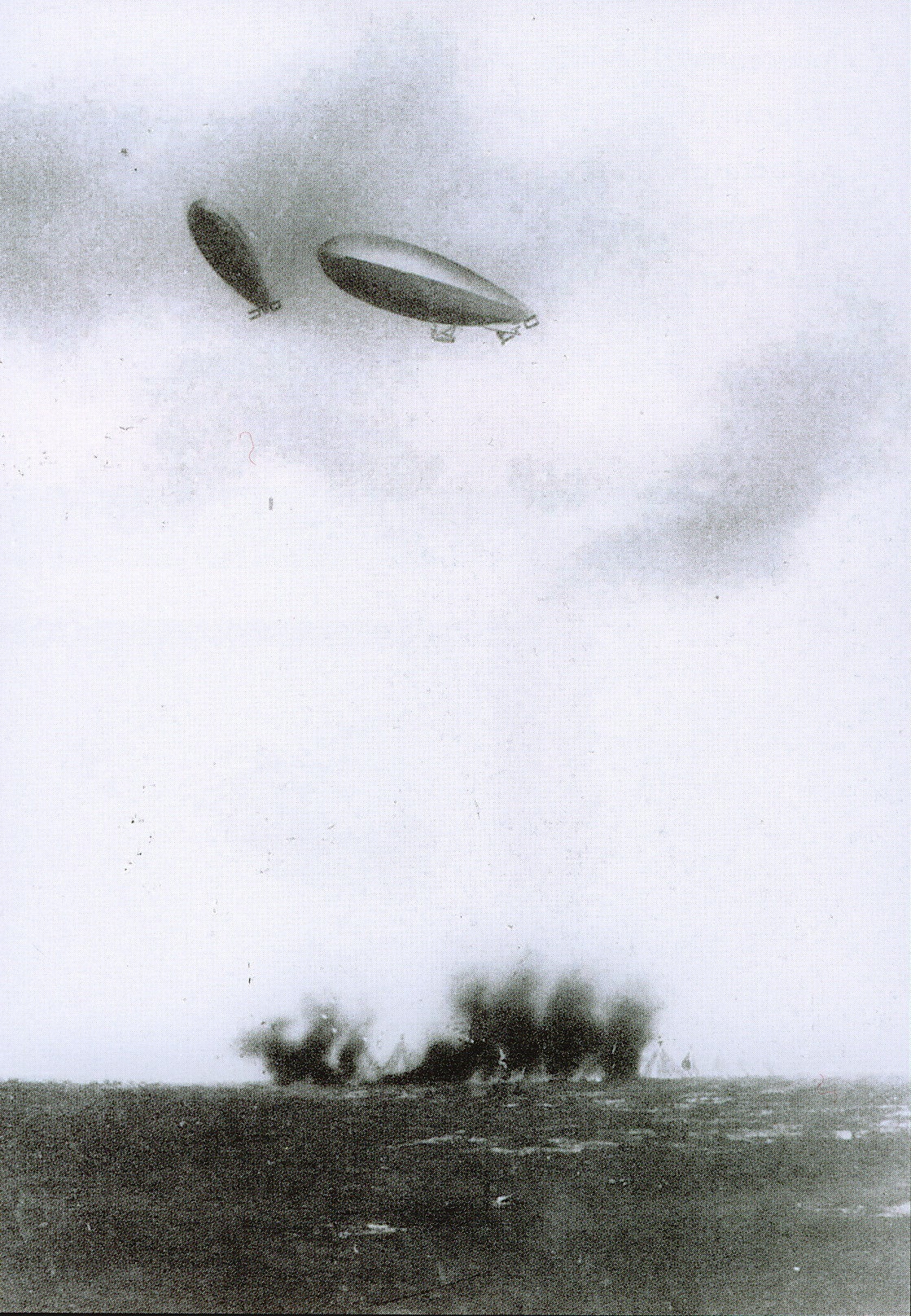
Dirigibili italiani bombardano le postazioni turche in Libia

Nel 1911 l'Aeronautica come è oggi intesa non esisteva come arma a sé stante né disponeva dei potenti mezzi che la tecnologia e l'industria aeronautica hanno fornito successivamente. Con la dichiarazione di guerra alla Turchia, unitamente ai trasporti delle truppe e dei materiali per lo sviluppo delle operazioni militari, furono inviati in Libia anche mezzi aerei di vario tipo che sebbene di modestissime prestazioni e pilotati anche da volontari civili, costituirono il primo utilizzo dell'aviazione in campo bellico. Alla campagna parteciparono anche palloni frenati e dirigibili. Sul teatro bellico della Libia furono quindi inviate alcune squadriglie di cui la prima destinata a Tripoli, giunse nell'ottobre 1911. Successivamente furono mandati altri aerei e piloti destinati a Bengasi, a Derna e a Tobruch. Tutto il materiale aereo e dei servizi, giunto in Libia via mare, fu montato in loco dai piloti stessi e dal personale addetto per consentire il successivo impiego dei mezzi. Oltre agli aerei giunsero anche alcuni palloni frenati nonché dei dirigibili che, con il nome P1, P2 e P3, furono utilizzati in quasi tutti i settori in cui si svilupparono le operazioni. Ricognizioni aeree furono effettuate, quindi in Tripolitania e in Cirenaica contribuendo, con i rilievi fotografici, a una maggiore conoscenza del terreno e alla compilazione di carte topografiche più precise e aggiornate. L'osservazione aerea, prima e durante lo sviluppo di operazioni offensive, consentì inoltre di ottenere informazioni sulle posizioni nemiche limitando le perdite e di fornire migliore conoscenza del campo di battaglia. I piloti degli aerei e gli equipaggi dei dirigibili svolsero anche piccole azioni di bombardamento contro campi e posizioni turco-arabe, azioni naturalmente effettuate con i mezzi dell'epoca. E cioè tramite il lancio da parte del pilota di granate a mano di vario tipo. Alla fine della guerra rimasero in Libia, oltre ai dirigibili P2 e P3 e un parco aerostatico anche una squadriglia aeroplani a Tripoli e una a Bengasi.

## Fine delle ostilità
Non appena iniziata la guerra, la speranza del governo italiano di risolvere tutto in pochi mesi fu sottolineata dall'annessione della Libia in un momento in cui la situazione militare era ancora confusa. Il decreto fu emanato per fini sostanzialmente politici, cioè per mettere le potenze europee davanti a quello che si sperava un "fatto compiuto" e tentando di trasformare tutta la guerra in un "evento interno" italiano; la non accettazione turca del proclama rimise in discussione la politica italiana e le sue tendenze espansionistiche. L'Italia diplomaticamente era appoggiata da Regno Unito e Impero russo, mentre la Francia teneva un basso profilo comunque sostanzialmente favorevole all'Italia, sebbene avesse di proposito ignorato il contrabbando di armi turco attraverso la Tunisia. La Germania da diversi anni forniva al governo turco armi e consiglieri militari, mentre l'Austria-Ungheria teneva una posizione sostanzialmente ostile all'Italia.

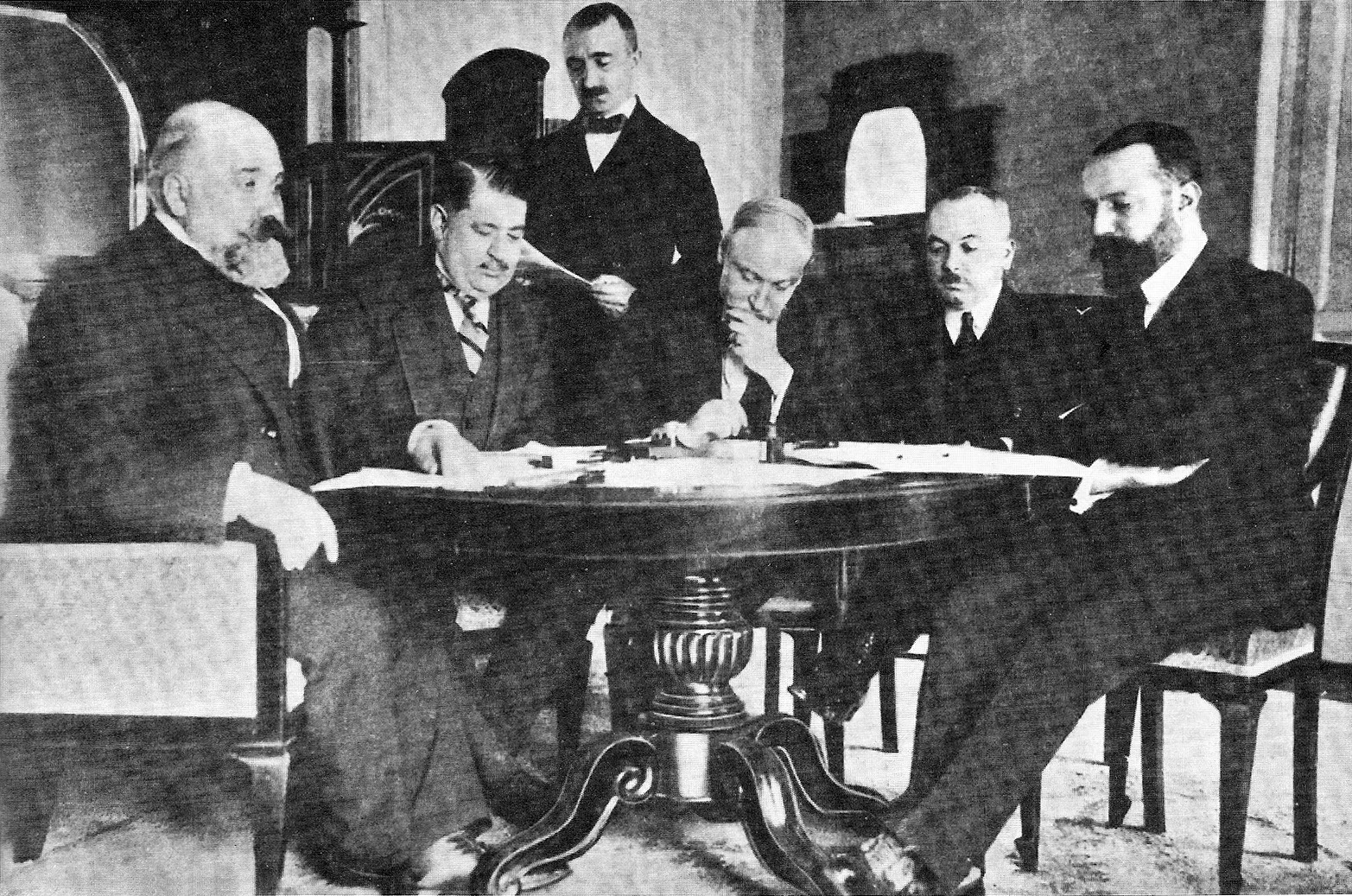
Le delegazioni italiana e ottomana a Losanna

I primi contatti non ufficiali furono avviati dal commendatore Giuseppe Volpi, cui seguirono 
il 12 luglio 1912 colloqui a Losanna fra una delegazione italiana (onorevole Bertolini, onorevole Fusinato e lo stesso Volpi) e una delegazione turca (principe Salid Halim Pascià). Questa fase delle trattative fu interrotta il 24 luglio, a causa di una crisi politica del governo turco.
Le trattative ripresero il 13 agosto a Caux, con la delegazione italiana immutata e la delegazione turca in cui due diplomatici (Naby Bey e Freddin Bey) affiancavano Salid Halim. Mentre venivano portate avanti le trattative, la situazione interna turca peggiorò sensibilmente, con diserzioni di molti reggimenti in Turchia e in Tracia.
I colloqui furono trasferiti a Ouchy il 3 settembre, senza che tuttavia si avessero progressi significativi; il 3 ottobre Giolitti fece sapere che, se la Turchia non avesse accettato la pace, l'Italia avrebbe bloccato il trasporto di truppe turche via mare: la minaccia fece capitolare i diplomatici ottomani, preoccupati dalla situazione sempre più conflittuale negli Stati balcanici, e il 15 ottobre vennero firmati i preliminari di pace; tre giorni più tardi Regno di Serbia, Regno del Montenegro, Regno di Grecia e Regno di Bulgaria alleati tra loro attaccarono i possedimenti ottomani in Europa.
Ciò convinse la delegazione della Sublime Porta, lo stesso 18 ottobre, a sottoscrivere il trattato di pace, nel quale si disponeva:
- la cessazione delle ostilità con il ripristino dello status quo e lo scambio dei prigionieri;
- l'autonomia della Tripolitania e della Cirenaica dall'Impero ottomano;
- il ritiro dei rispettivi funzionari sia militari sia civili dalla Libia e dalle isole dell'Egeo;
- l'amnistia per le popolazioni arabe che avevano partecipato alle ostilità;
- l'impegno a versare annualmente alla Turchia una somma corrispondente alla media delle somme introitate dalle province negli ultimi tre anni prima della guerra;
- la garanzia da parte dell'Italia della presenza di un rappresentante religioso del califfo nelle due province;
- da parte ottomana, la revoca dell'espulsione dei cittadini italiani (effettuata a giugno come ritorsione dell'occupazione italiana del Dodecaneso) e il reintegro nel lavoro svolto, con relativo trattamento comprensivo dei contributi per le pensioni di fine rapporto equivalente i mesi passati senza impiego.

Il trattato di Losanna, quindi, non prevedeva "la sovranità piena ed intera del Regno d'Italia" sulla Tripolitania e la Cirenaica, così come dichiarato unilateralmente dall'Italia con Regio decreto n. 1247 del 5 novembre 1911, convertito in legge il 23 e il 24 febbraio 1912, bensì la sola amministrazione civile e militare - una sorta di protettorato - su un territorio che giuridicamente restava a far parte dell'Impero ottomano.
Al trattato venne data piena e intera esecuzione con legge n. 1312 del 16 dicembre 1912, che ne riportava il testo per intero, in lingua francese.
La restituzione delle isole dell'Egeo, che l'Italia subordinò al ritiro totale delle truppe ottomane dalla Libia, non venne attuata e l'occupazione delle isole proseguì fino agli anni immediatamente successivi alla seconda guerra mondiale.
La piena sovranità italiana sulla Tripolitania, la Cirenaica e il Dodecaneso venne riconosciuta con un secondo trattato di Losanna, sottoscritto da tutte le potenze dell'Intesa e la Repubblica di Turchia, il 24 luglio 1923.

## Il dopoguerra
Le guarnigioni turche in Tripolitania si arresero all'atto della pace e furono rimpatriate in parte da Tripoli, in parte attraverso la Tunisia; i reparti in Cirenaica invece, guidati dal bellicoso Ismail Enver che aveva giurato di continuare la guerra anche contro i decreti del governo centrale, tergiversarono e furono mantenute in loco fino al termine della guerra balcanica.
Le popolazioni arabe della Cirenaica e della Tripolitania non si rassegnarono al fatto compiuto e, nel corso della Campagna di Libia (1913-1921), proseguirono azioni di guerriglia contro gli italiani. Gli anni successivi alla fine della guerra e agli avvenimenti che si verificarono dal 1913 al 1921 ivi incluso il periodo della prima guerra mondiale furono spesi per la riconquista del territorio e per il ristabilimento della sovranità italiana, con complesse azioni belliche che durarono fino al 1931. Nel frattempo, i confini della colonia erano stati ridefiniti a favore dell'Italia con alcuni trattati bilaterali, quali l'accordo italo-francese del 12 settembre 1919 (confine tunisino), la delimitazione del confine libico egiziano, con la cessione dell'Oasi di Giarabub (Trattato del Cairo del 6 dicembre 1925), oltre al triangolo settentrionale del Sudan Anglo-Egiziano a sud della Libia Italiana ceduto nel 1926.
In questo lungo arco temporale le truppe, al comando dei generali Pietro Badoglio e Rodolfo Graziani, intrapresero una serie di operazioni definite di "Grande Polizia Coloniale" volte alla pacificazione dell'area. L'opposizione libica fu domata definitivamente solo dopo l'esecuzione del capo dei senussiti ribelli Omar al-Mukhtar il 15 settembre 1931. Il 4 gennaio 1932 fu firmata ad Ankara una convenzione tra Italia e Turchia per regolare la sovranità di alcune isole dell'Egeo.
In Libia gli italiani costruirono in circa trent'anni (1912-1940) infrastrutture importanti (strade, ponti, ferrovie, ospedali, porti, edifici e altro ancora); numerosi contadini italiani resero coltivabili terreni semidesertici, specie nell'area di Cirene; inoltre il governo italiano creò il Gran Premio di Tripoli, una corsa automobilistica di fama internazionale istituita nel 1925 e svoltasi fino al 1940 e la Fiera internazionale di Tripoli, fondata nel 1927 e considerata la più antica fiera internazionale in Africa che ancora si svolge a cadenza annuale.
Molte furono le attività archeologiche che portarono alla riscoperta di città romane scomparse come Leptis Magna e Sabratha. Negli anni trenta la Libia italiana arrivò a essere considerata la "nuova America" per l'emigrazione italiana.

### Conseguenze per i cittadini italiani residenti nell'Impero ottomano

Cartolina commemorativa dell'arrivo di profughi italiani espulsi dall'Impero ottomano a seguito del conflitto italo-turco (Ancona, 13 giugno 1912)

A fine Ottocento, nella Turchia europea, vi erano circa 7 000 cittadini italiani o di origine italiana, concentrati a Galata, già base commerciale della Repubblica di Genova divenuta quartiere di Istanbul; a Smirne, agli inizi del Novecento, vi era una colonia genovese-italiana di circa 6 000 persone.
Gli italiani beneficiavano ancora dei privilegi delle capitolazioni imperiali, particolari forme di immunità giurisdizionale e personale accordate agli stranieri, che si estendevano fino all'inviolabilità del domicilio privato e al diritto di libero stabilimento. Ciò consentiva loro, in molte materie, di essere giudicati dai propri rappresentanti consolari e diplomatici, in base ai propri ordinamenti e non in base alla legge islamica. Tali situazioni di privilegio si incrinarono con lo scoppio della guerra e precipitarono con l'occupazione delle isole del Dodecaneso, all'epoca comprese nel territorio metropolitano turco.
La risposta ottomana non si fece attendere: il 9 maggio 1912, la Sublime Porta decise l'espulsione degli italiani residenti nel vilayet di Smirne e il 28 maggio successivo, poiché continuava l'occupazione delle isole, decretò l'allontanamento di tutti i cittadini italiani residenti in Turchia, a eccezione degli operai addetti alle costruzioni ferroviarie, degli ecclesiastici e delle vedove. Tali provvedimenti interessarono 7 000 italo-levantini di Smirne e 12 000 della capitale. Per evitare il rimpatrio molti optarono per la cittadinanza ottomana. Gli espulsi furono rimpatriati nei giorni successivi nei porti di Ancona, Napoli e Bari.
La situazione si sarebbe ricomposta solo con la stipula del Trattato di pace del 18 ottobre 1912.

### Considerazioni
Le speranze italiane di una felice e rapida conclusione della guerra italo-turca e quelle di un'altrettanto felice fase di pace, di tranquillità e di prosperità, restarono in gran parte deluse. Dalla guerra contro la Turchia si passò prima alla guerriglia poi nuovamente, con la prima guerra mondiale all'ostilità dichiarata, e ancora, terminata la grande guerra, alla guerriglia che si protrasse fino al 1931. Queste fasi alternate da una maggiore o minore conflittualità comportarono nel corso della Campagna di Libia non poche perdite per tutte le forze interessate al conflitto.
Oltre agli italiani anche gli inglesi si trovarono a operare contro la Turchia sottovalutandone in parte le capacità militari. Infatti, forze dell'Intesa tentarono prima di forzare i Dardanelli, e poi di sbarcare a Gallipoli. Inoltre, la guerra santa dichiarata dalla Turchia creò non pochi problemi alle potenze coloniali con movimenti ostili a inglesi, francesi e italiani nelle aree soggette al loro dominio. Per gli italiani quindi, la primitiva illusione di poter essere accolti dagli arabi come "liberatori" fu smentita già dall'ottobre 1911, sia durante la rivolta di Tripoli, sia durante i combattimenti di Sciara Sciat, sia nelle operazioni successive dove gli arabi diedero un notevole appoggio alle forze turche operanti in Libia.
Queste reazioni portarono a una lunga fase di instabilità, nella quale i turchi non rivestirono una posizione di secondo piano, dando e ricevendo appoggio dalla confraternita dei senussi. I numerosi tentativi di giungere alla pacificazione della colonia libica non andarono in porto. Quindi l'azione militare proseguì su impulso del governatore Giuseppe Volpi, il quale occupando Misurata diede inizio alle ostilità (proseguite sotto il comando dei generali Pietro Badoglio e Rodolfo Graziani fino al 1931), stroncando ferocemente ogni opposizione al prezzo di forti perdite umane tra la popolazione civile. Quest'ultima fu oggetto di rappresaglie, deportazioni e internamenti al fine di fiaccarne la resistenza. Resistenza che ebbe termine solo dopo la cattura e l'esecuzione sommaria del grande capo libico Omar al-Mukhtar.